# STS-125

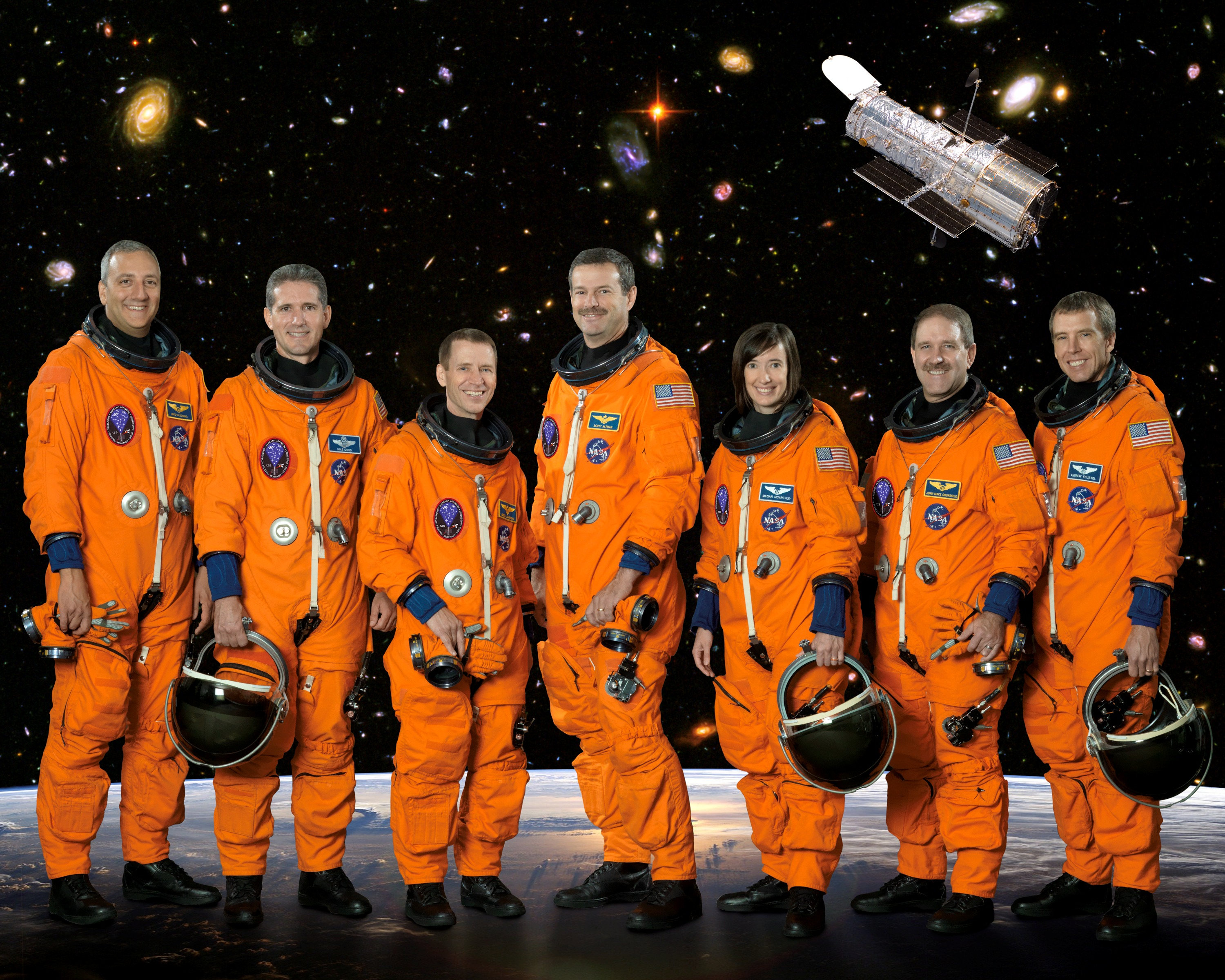
Екіпаж STS-125:Зліва направо: Массиміно, Гуд, Джонсон, Альтман, Макартур, Грансфелд, Ф'юстел

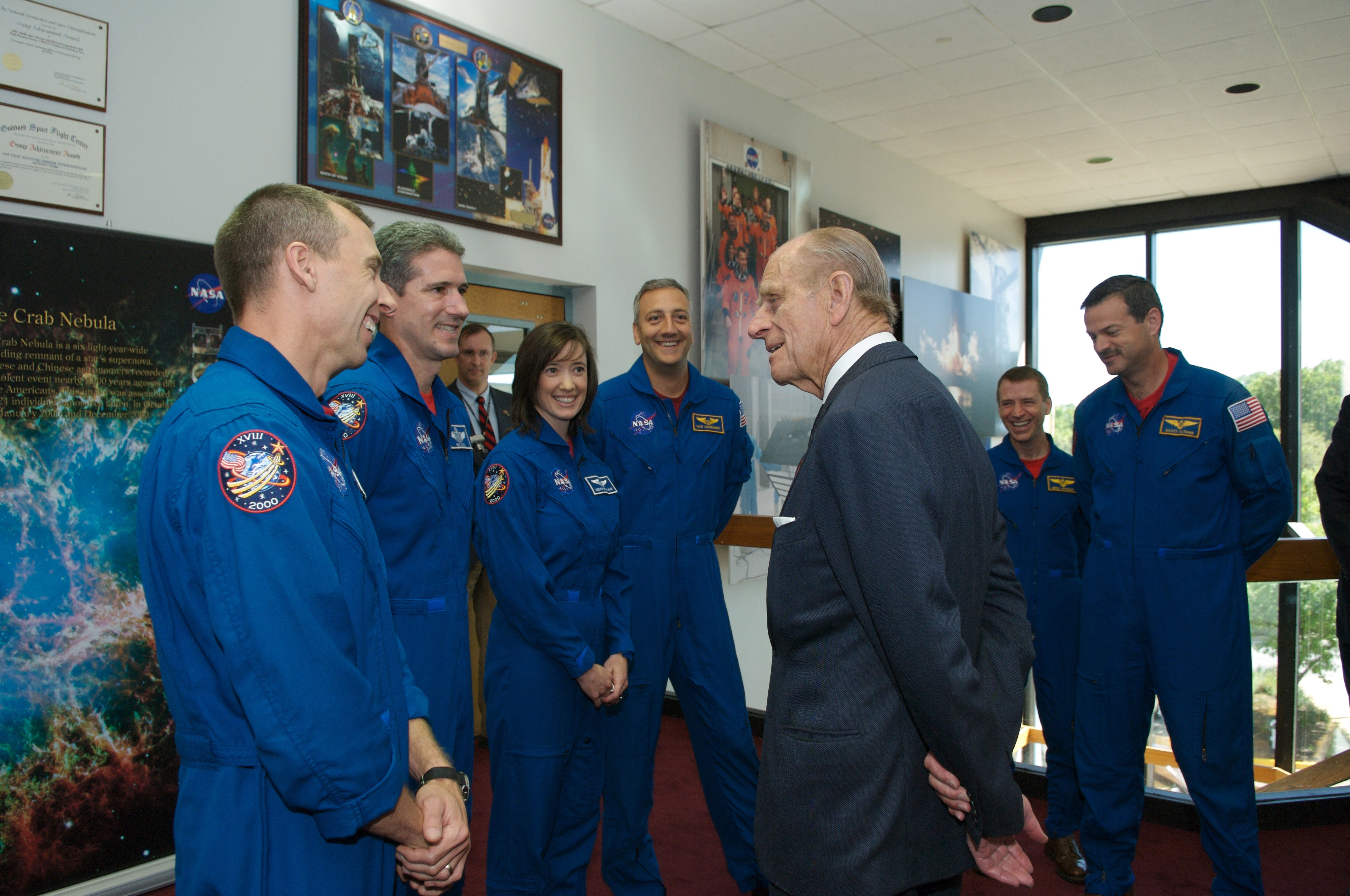
Принс Філіп зустрічає екіпаж STS-125

STS-125 — космічний політ шатла «Атлантіс» за програмою «Спейс Шаттл». Кодове позначення польоту в «НАСА: телескопа Габбл Польота 4» (англ. Hubble Space Telescope - Servicing Mission 04 (HST-SM04)), або (англ. Hubble Servicing Mission ( HSM)), тобто четверта місія з обслуговування телескопа «Габбл». Насправді це п'ятий політ до телескопа «Габбл». Перша місія з обслуговування телескопа (SM1) була здійснена в грудні 1993 року, друга (SM2) — в лютому 1997 року. Спочатку третя місія з обслуговування телескопа планувалася як один політ (SM3), але пізніше була розділена на два польоту. Перший політ за програмою третьої місії (SM3А) відбувся в грудні 1999 року, другий політ (SM3В) — у березні 2002 року. Місія STS-125 — п'ятий політ до телескопа «Габбл».
Вартість місії «Атлантіс» STS-125 разом із новими інструментами для «Габбла» оцінюється в суму 887 млн дол.

## Екіпаж
- Скотт Альтман (англ. Scott Altman) (4-й космічний політ), командир екіпажу
- Грегорі К. Джонсон (англ. Gregory C. Johnson) (1), пілот
- Майкл Гуд (англ. Michael Good) (1), спеціаліст польоту−1
- Кетрін Макартур (англ. Megan McArthur) (1), спеціаліст польоту−2
- Джон Грансфелд (англ. John Grunsfeld) (5), фахівець польоту−3
- Майкл Массіміно (англ. Michael Massimino) (2), фахівець польоту−4
- Ендрю Ф'юстел (англ. Andrew Feustel) (1), спеціаліст польоту−5

Скотт Альтмен здійснив три космічних польоти. Він був командиром останньої місії («Колумбія» STS-109) з обслуговування телескопа «Габбл». Джон Грансфелд зробив чотири космічних польоти. Він брав участь у двох останніх місіях з обслуговування телескопа «Габбл» («Діскавері» STS-103 і «Колумбія» STS-109). Майкл Массіміно також був учасником останньої місії («Колумбія» STS-109) з обслуговування телескопа «Габбл».
В екіпажі «Атлантіс» — чотири новачки космічних польотів: Грегорі К. Джонсон, Майкл Гуд, Меган Макартур і Ендрю Ф'юстел.

## Виходи у відкритий космос
У ході польоту було здійснено п'ять виходів у відкритий космос.
- Вихід 1 — «Грансфелд і Ф'юстел»
- Мета: обслуговування телескопа Хаббл.
- Початок: 14 травня 2009 року — 12:52 UTC
- Закінчення: 14 травня — 20:12 UTC
- Тривалість: 7:00 20 хвилини

Це 6-й вихід у космос для Грансфелд і 1-й вихід для Фьюстелу.
- Вихід 2 — «Массиміно і Гуд»
- Мета: заміна гіроскопів і 1 блока акумуляторів.
- Початок: 15 травня 2009 року — 12:49 UTC
- Закінчення: 15 травня — 20:45 UTC
- Тривалість: 7:00 56 хвилини

Це 3-й вихід у космос для Массиміно і 1-й вихід для Гуда.
- Вихід 3 — «Грансфелд і Ф'юстел»
- Мета: установка нового спектрографа, ремонт електронного блоку оглядової камери.
- Початок: 16 травня 2009 року — 9:35 UTC
- Закінчення: 16 травня — 16:11 UTC
- Тривалість: 6:00 36 хвилин

Це 7-й вихід у космос для Грансфелд і 2-й вихід для Фьюстелу.
- Вихід 4 — «Массиміно і Гуд»
- Мета: ремонт блоку живлення реєструйте спектрографа.
- Початок: 17 травня 2009 року — 9:45 UTC
- Закінчення: 17 травня — 17:47 UTC
- Тривалість: 8 годин 2 хвилини

Це 4-й вихід у космос для Массиміно і 2-й вихід для Гуда.
- Вихід 5 — «Грансфелд і Ф'юстел»
- Мета: заміна блока акумуляторів, датчика точного наведення і теплоізоляційних панелей.
- Початок: 18 травня 2009 року — 12:20 UTC
- Закінчення: 18 травня — 19:22 UTC
- Тривалість: 7:00 2 хвилини

Це 8-й вихід у космос для Грансфелд і 3-й вихід для Фьюстелу.

## Мета

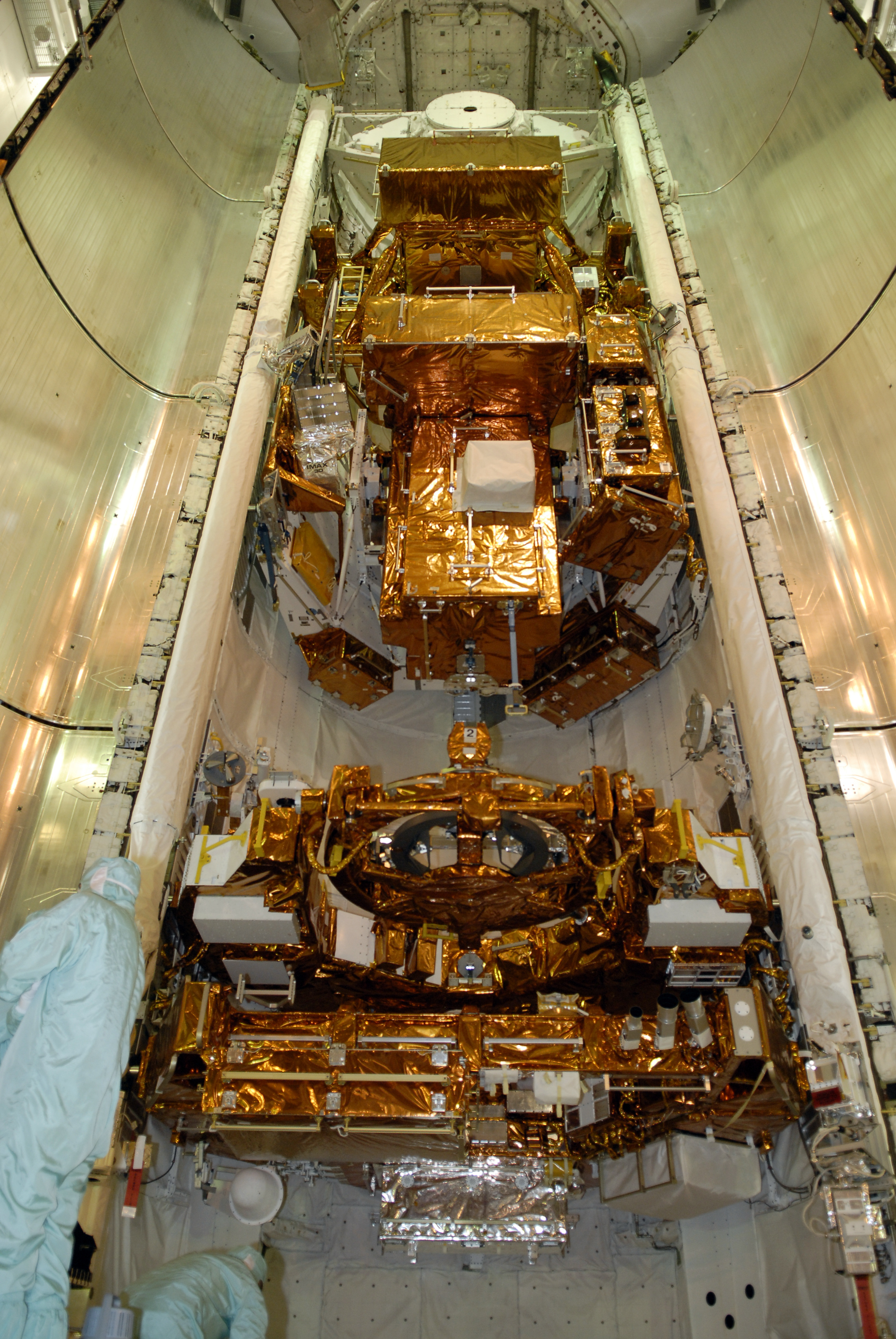
Вантажний відсік шатлу «Атлантіс». На передньому плані спеціальна обертальна платформа, на якій закріплюється телескоп. У центрі контейнер, в якому упакований спектрограф космічного випромінювання. Вгорі контейнер, в якому упакована ширококутна камера 3.

Експедиція з обслуговування телескопа Хаббл. Остання місія («Колумбія» STS-109) з обслуговування телескопа Хаббл відбулася в березні 2002 року.
Станом на 2009 рік, фахівці оцінювали, що телескоп Хаббл закінчив би свою роботу до кінця 2010 року. Експедиція «Атлантіс» STS-125 продовжила працездатність телескопа, принаймні, до 2014 року.
Під час експедиції астронавти встановили на телескопі Хаббл шість нових гіроскопів стабілізації, шість нових нікель-водневих акумуляторів, новий комп'ютер, що відповідає за обробку даних, нову ширококутну камеру (англ. Wide Field Camera 3) і новий спектрограф космічного випромінювання (англ. Cosmic Origins Spectrograph). Вартість нової ширококутної камери — 126 млн дол., вартість спектрографа — 81 мільйон доларів. Астронавти «Атлантіса» також відновили працездатність реєструючого спектрографа (англ. Space Telescope Imaging Spectrograph), у якого в 2007 році вийшла з ладу система електроживлення та вдосконалену оглядову камеру (англ. Advanced Camera for Surveys), яка вийшла з ладу в 2007 році. Астронавти також встановили на телескопі вдосконалений датчик точного наведення (англ. fine guidance sensor).
На телескопі було встановлено захоплення, до якого в майбутньому, коли телескоп Хаббл остаточно вийде з ладу, буде приєднаний супутник, який спустить телескоп з орбіти.

## STS-400

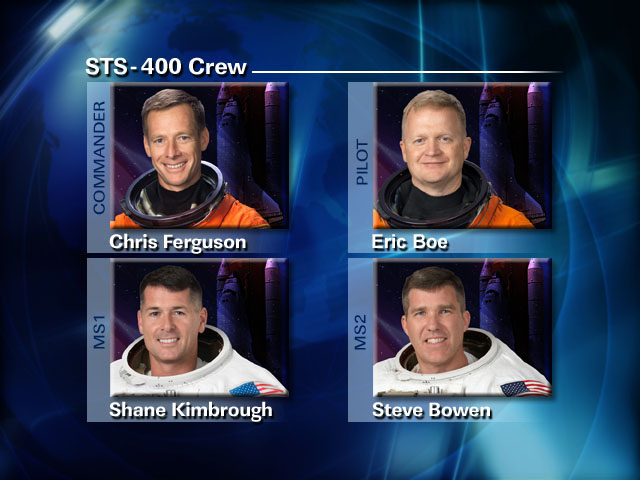
Екіпаж STS-400.

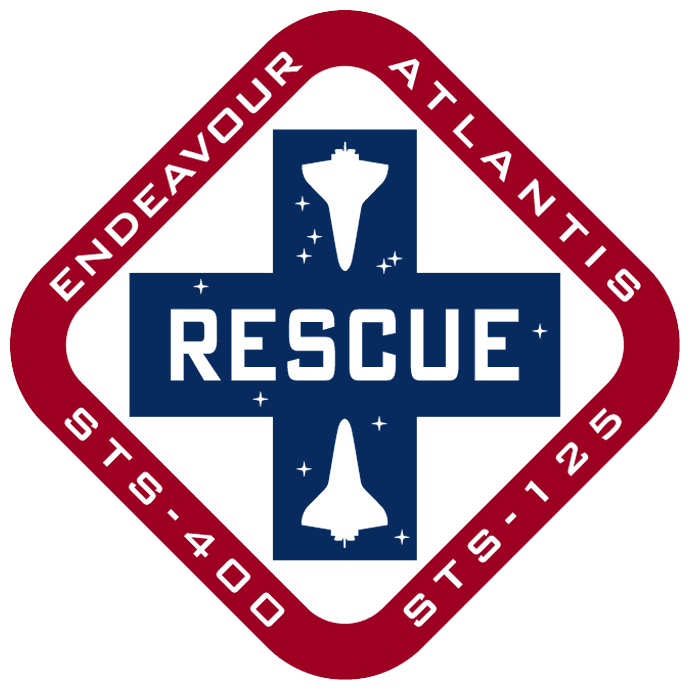
Емблема місії STS-400.

Місія STS-125 вважалася найскладнішою і небезпечною з усіх решти для шатлів.
У місії з обслуговування телескопа «Хаббл» астронавти, у разі пошкодження шатла, не могли мати можливості чекати рятувального корабля на МКС. Якби шатл «Атлантіс» був пошкоджений і не міг самостійно повернутися на Землю, то до нього відправили б рятувальну експедицію «Індевор» STS-400.
Телескоп «Хаббл» знаходиться на більш високій (до 570 км) орбіті в порівнянні з орбітою МКС, тому шатл «Атлантіс» був схильний до більшого ризику зіткнення з космічним сміттям. Особливо ця небезпека зросла після зіткнення двох супутників 10 лютого 2009 року уламків супутників можуть досягати орбіти, на якій знаходиться телескоп. Фахівці НАСА оцінюють імовірність зіткнення шатла з космічним сміттям при польоті до телескопа «Хаббл» як 1 до 229. Ймовірність зіткнення з уламками на висоті МКС становить 1 до 330.
Якщо на другий день польоту шатла «Атлантіс» STS-125, під час обстеження теплозахисного покриття, було б виявлено пошкодження, то всі системи «Атлантіса» переводилися переведені в режим енергозбереження. У такому режимі ресурсів життєзабезпечення екіпажу буде все ще досить для 24 діб польоту. Якщо пошкодження теплозахисного покриття було б виявлено під час останнього обстеження, на десятий день польоту, то ресурсів життєзабезпечення екіпажу було б достатньо для 16,5 діб польоту. За цей час повинна бути організована рятувальна експедиція «Індевор» STS-400. «Індевор» мав підійти до «Атлантісу» не пізніше ніж через 15 діб і 16 годин з моменту виявлення пошкодження «Атлантіса».

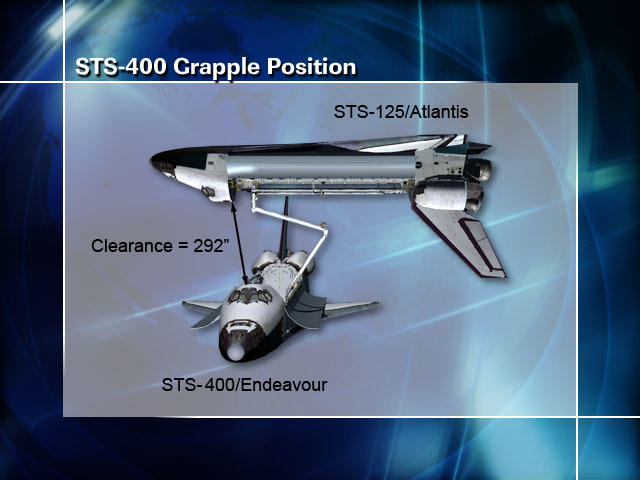
«Індевор» і «Атлантіс», зчеплені разом.

Шатл «Індевор» перебуватиме на стартовій позиції одночасно з шатлом «Атлантіс». «Індевор» перебуватиме в готовності до старту через сім днів після старту «Атлантіса».
Екіпаж рятувальної експедиції «Індевора» складався з чотирьох астронавтів: командир Кріс Фергюсон (англ. Chris Ferguson), пілот Ерік Боу (англ. Eric Boe) і два фахівця польоту Шейн Кімбро (англ. Shane Kimbrough) і Стів Боуен (англ. Steve Bowen). У вантажному відсіку «Індевора» не було б корисного навантаження, тому шатл був би незвично легким.
Тому в разі нештатної роботи двигунів шатла на ділянці виведення «Індевор» зміг би після відділення твердопаливних прискорювачів розвернутися і приземлитися на злітно-посадковій смузі космодрому космічного центру Кеннеді. У разі падіння тиску в кабіні шатла або збоїв у системі управління «Індевор» міг би приземлитися на одному з Бермудських островів або в районі міста Банжул у Гамбії. Для звичайних запусків шатлів на випадок аварійної ситуації передбачаються можливості приземлення під Франції на базі «Істр» (англ. Istres) біля Марселя або в Іспанії на базі Морон (Moron) біля Сарагоси.

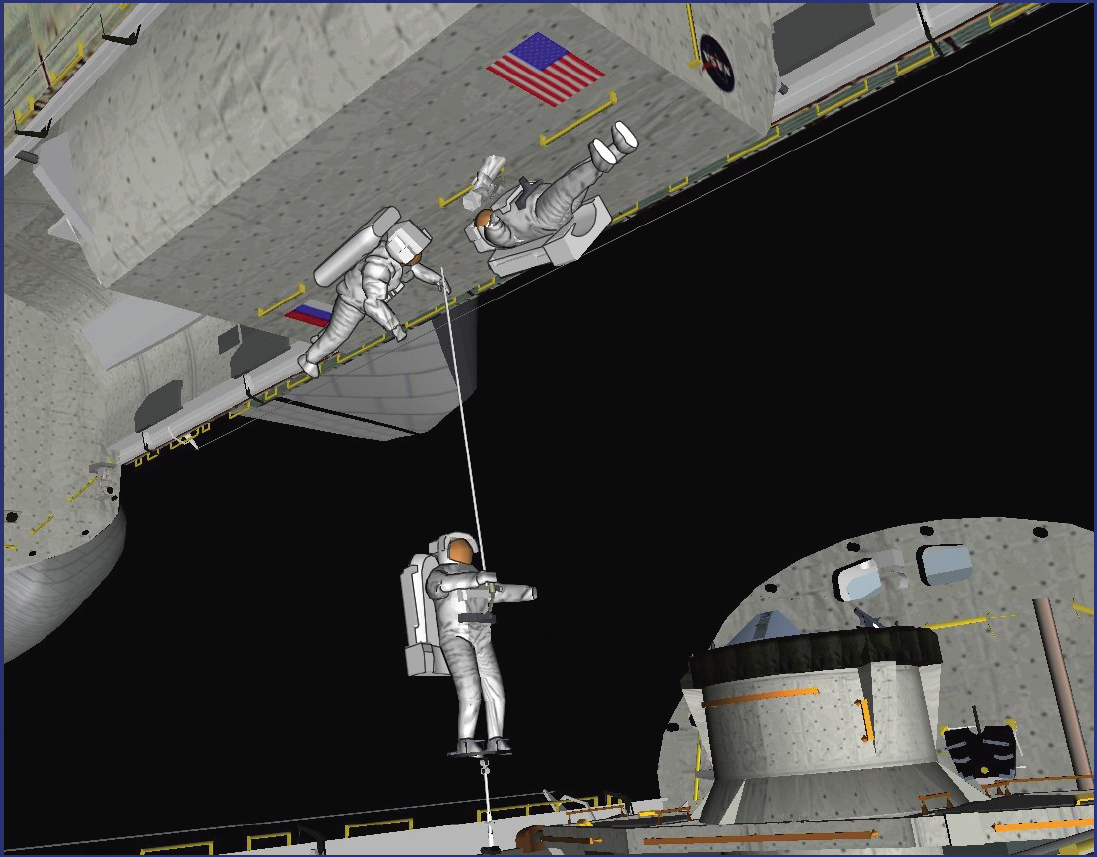
Перехід астронавтів з «Атлантіса» в «Індевор».

При зближенні «Індевора» і «Атлантіса» в космосі «Атлантіс» розташовувався б днищем (вгору) в бік відкритого космосу і з розкритим вантажним відсіком до землі. «Індевор» же розташовувався б днищем до землі і підходив би до «Атлантісу» знизу. Після зближення на відстань 13 метрів, астронавти «Індевора» за допомогою робота — маніпулятора захопили б шатл «Атлантіс».
Астронавти «Атлантіса» через відкритий космос перейдуть у шатл «Індевор». Перехід повинен здійснюватися в такій послідовності: Макартур і Ф'юстел, потім Грансфелд і Джонсон і потім Массиміно, Гуд і Альтман.
Після того як екіпаж покине «Атлантіс», контроль над ним буде переданий наземного центру управління. За командою з землі «Атлантіс» буде зведено з орбіти і затоплений в Тихому океані.
П'ятий політ до телескопа Хаббл був запланований ще до катастрофи шатла «Колумбія». Після катастрофи тодішній директор НАСА Шон О'Кіф скасував цю місію через занадто великого ризику для астронавтів. Однак змінник О'Кіфа на посаді директора НАСА Майкл Гріффін відновив цю місію. При цьому Гріффін сказав, що НАСА зробить абсолютно все, що необхідно, для забезпечення безпеки екіпажу, в тому числі і відправлення рятувальної експедиції.
Ймовірність того, що місія «Індевор» STS-400 відбудеться, була дуже мала. Якщо вона все ж відбудеться, то це будуть останні польоти шатлів. Після втрати «Атлантіса» у НАСА залишилося б тільки два шатла. Крім того, було б потрібно тривалу процедуру розслідування, усунення причин, проведення різного роду модифікацій і поліпшень, на що у НАСА вже не було б ні коштів, ні часу.
21 травня 2009 року шатл «Індевор», який знаходився в стані готовності до старту з місією порятунку STS-400, був знятий з передстартової готовності. Це рішення було ухвалене у зв'язку з тим, що шатл «Атлантіс» перебував у хорошому стані і був здатний самостійно повернутися на Землю. Шатл «Індевор» почав готуватися до своєї планової місії, політ до МКС, STS-127, старт якої призначений на 13 червня.

## Підготовка до польоту

### 2006—2007 роки
31 жовтня 2006 НАСА оголосило, що політ шатла для обслуговування космічного телескопа «Хаббл» відбудеться навесні 2008 року. Це буде остання місія з обслуговування телескопа. Після ремонту телескоп буде продовжувати роботу до 2013 року.
Планується, що для можливої рятувальної місії буде зарезервовано стартовий майданчик 39-B у космічному центрі Кеннеді.
Керівник НАСА Майкл Гріффін також оголосив склад екіпаж а для майбутнього польоту: Скотт Альтман — командир, Грегорі Джонсон — пілот, Джон Грансфелд, Майкл Массіміно, Ендрю Ф'юстел, Майкл Гуд, Меган Макартур.
Із семи членів екіпажу троє мають досвід космічних польотів.
Астронавти встановлять на телескопі два нових приладу: чутливий ультрафіолетовий спектрограф (англ. Cosmic Origins Spectrograph) і ширококутну камеру (англ. Wide Field Camera 3). За допомогою спектрографа будуть досліджуватися великомасштабна структура всесвіту, прихована маса всесвіту, просторовий розподіл галактик і міжгалактичного газу.
Нова ширококутна камера, чутлива в широкому діапазоні довжин хвиль, включаючи інфрачервоний, видимий, і ультрафіолетове світло.
Будуть також встановлені датчик орієнтації і датчик контролю за положенням телескопа. Буде зроблена спроба ремонту спектрографа, який був встановлений на телескопі в 1997 році і вийшов з ладу у 2004 році.
Політ шатла планується на 11 діб. Шатл досягне телескопа на третю добу польоту. Телескоп буде захоплений за допомогою робота — маніпулятора і поміщений у вантажний відсік шатлу. Для виконання всіх поставлених завдань буде потрібно п'ять виходів у відкритий космос.
16 квітня 2007 року, через затримку старту місії «Атлантіс» STS-117, керівництво НАСА ухвалило рішення про деякі перестановки в черговості польотів шатлів. Планувався раніше для місії STS-125 шатл «Діскавері» замінений на шатл «Атлантіс». Попередня дата старту місії — 11 квітня 2008 року. Потім дата старту була зрушена на травень 2008 року. У зв'язку із затримками у виготовленні зовнішніх паливних баків старт переносився на серпень 2008 року.

### 2008 рік
Станом на 26 липня, старт «Атлантіса», який повинен був вирушити до космічного телескопа «Хаббл» 28 серпня, був призначений на 5 жовтня 2008 року в 7:02:18 за Гринвічем. Захоплення телескопа «Хаббл» планувався на 7 жовтня, повернення шатла на Землю на 16 жовтня 2008 року.
8 серпня старт «Атлантіса» був перенесений на 8 жовтня. Затримки у виготовленні паливних баків були обумовлені більш жорсткими вимогами, які були вироблені після загибелі шатла «Колумбія». Крім того, необхідно було виготовити одночасно два паливних бака, один для місії «Атлантіс» STS-125 і другий для можливої рятувальної місії шатла «Індевор» STS-400. Час старту 8 жовтня — 5:34:49 за Гринвічем, приземлення — 19 жовтня о 2 години 30 хвилин.
22 серпня шатл «Атлантіс» був перевезений з ангара в будівлю вертикальної збірки, для підготовки до призначеного на 8 жовтня старту. Перевезення була закінчене 23 серпня в 3:00 5 хвилин за Гринвічем (22 серпня о 23 годині 5 хвилин за літнім східним часом США).
4 вересня «Атлантіс», з'єднаний із зовнішнім паливним баком і з двома твердопаливними прискорювачами, був перевезений з будівлі вертикальної збірки на стартовий майданчик 39А. Перевезення проходило з 13 години 19 хвилин (9:19 за місцевим часом) до 19 годин 52 хвилини (15:52 місцевого часу).
Через ураган Хана, який погрожував узбережжю Флориди, вивезення «Атлантіса» на стартовий майданчик було затримано на тиждень, ще на два дні вивіз був затриманий через ураган Фей.
5 вересня з причини затримок, викликаних ураганами, що загрожували узбережжю Флориди, старт «Атлантіса» був знову перенесений, цього разу на 10 жовтня, час старту — 4 години 33 хвилини (00:33 місцевого часу), повернення на Землю — 21 жовтня о 2:00 22 хвилини (20 жовтня, 22:21 місцевого часу).

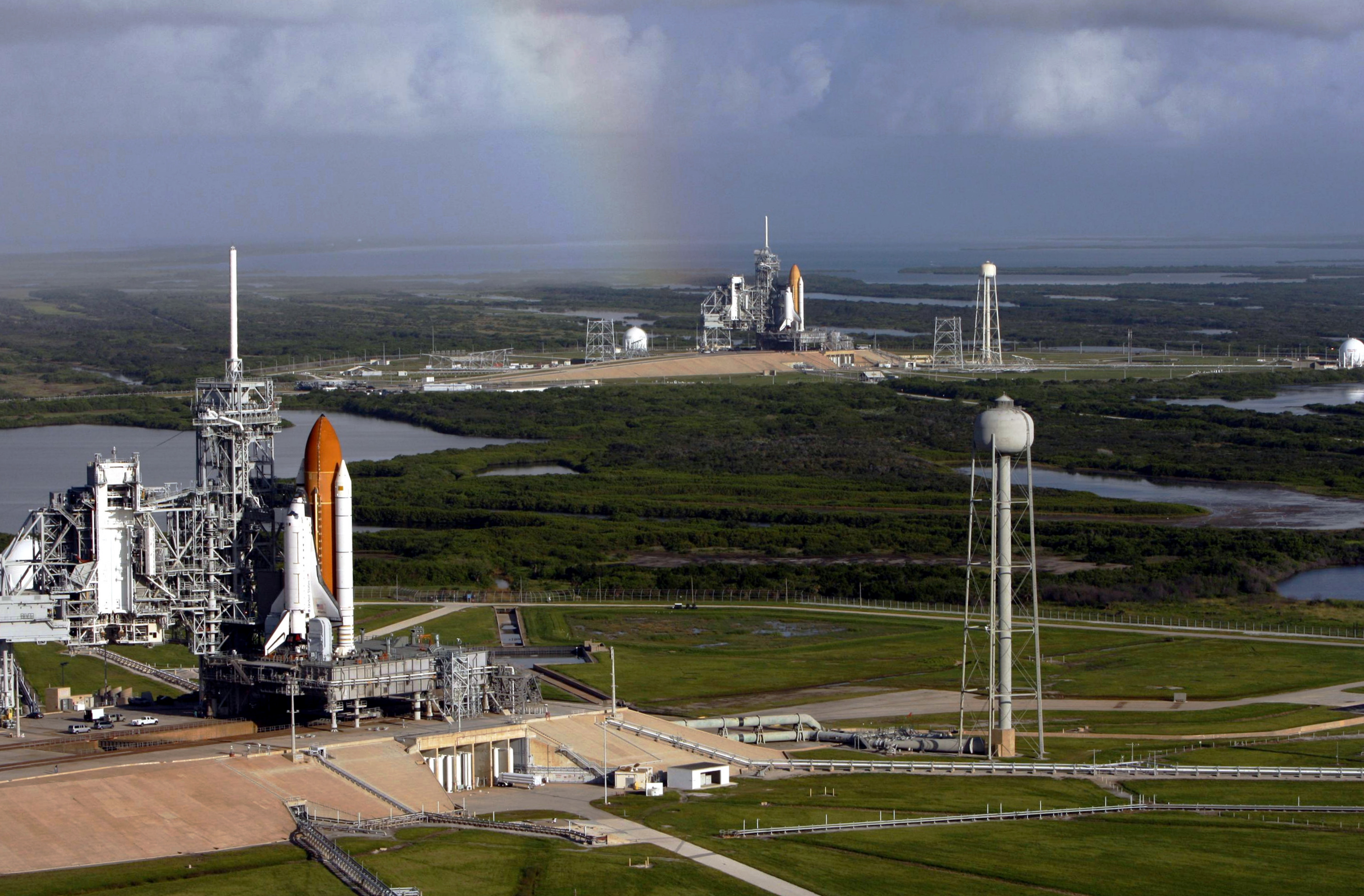
Два шатла на стартових позиціях: на передньому плані «Атлантіс», на задньому плані "Індевор ". Вересень 2008 року.

19 вересня У ніч з 18 на 19 вересня шатл «Індевор» був вивезений з будівлі вертикальної збірки і встановлений на стартовому майданчику 39В. «Індевор» готується до місії STS-400 як рятувальний корабель на випадок пошкодження шатла «Атлантіс».
24 вересня було оголошено, що старт «Атлантіса» зсувається на 15 жовтня о 2 годині 19 хвилин (14 жовтня 22:19 місцевого часу). Перенесення старту викликане браком часу для підготовки приладів, які будуть встановлені на телескопі «Хаббл», і укладання їх у вантажному відсіку шатла. Крім того, перенесення викликане тим, що протягом декількох днів Космічний центр Джонсона в Х'юстоні був закритий, через ураган «Айк», який обрушився на штат Техас 13 вересня. Закриття центру викликало, у свою чергу, перерву в підготовці до польоту.
27 вересня основний канал системи передачі даних телескопа «Хаббл» вийшов з ладу. Передача даних від телескопа була припинена. Телескоп залишається в робочому стані, але потрібно кілька днів, щоб фахівці переключили передачу даних на запасний канал. Старт «Атлантіса» затримується на невизначений час. Фахівці кажуть, що старт може відбутися не раніше січня — лютого 2009 року.
29 вересня НАСА оголосило, що місія «Атлантіс» STS-125 відбудеться не раніше лютого 2009 року.
12 жовтня була названа попередня дата старту місії «Атлантіс» STS-125 — 17 лютого 2009 року.
20 жовтня шатл «Атлантіс» був повернений в будівлю вертикальної збірки. Переїзд тривав з 10 години 48 хвилин по 16 годин 58 хвилин. До ухвалення рішення про дату старту, «Атлантіс» залишається в будівлі вертикальної збірки у зібраному комплекті з зовнішнім паливним баком і твердопаливними прискорювачами.
23 жовтня шатл «Індевор» був перевезений зі стартового майданчика 39B на стартовий майданчик 39А, де він продовжить підготовку до своєї планової місії STS-126, старт якої призначено 23 години 55 хвилин 14 листопада 2008.
30 жовтня. Проаналізувавши ситуацію, що виникла у зв'язку з виходом з ладу основного каналу передачі даних телескопа «Хаббл», фахівці НАСА прийшли до висновку, що підготовка запасних частин і підготовка до ремонту виниклих неполадок зажадає додаткового часу. Тому старт «Атлантіса» STS-125 може відбутися не раніше 12 травня 2009 року.
11 листопада шатл «Атлантіс» був від'єднаний від зовнішнього паливного бака і твердопаливних прискорювачів та перевезений в ангар.

### 2009
23 березня фахівці НАСА почали безпосередню підготовку «Атлантіса» до місії з обслуговування телескопа «Хаббл». «Атлантіс» був знову перевезений в будівлю вертикальної збірки, де він знову буде з'єднаний із зовнішнім паливним баком і твердопаливними прискорювачами. Старт призначений на 12 травня в 17 годин 11 хвилин за Гринвічем (13:11 за місцевим часом).
31 березня шатла у зв'язці із зовнішнім паливним баком і твердопаливними прискорювачами був перевезений з будівлі вертикальної збірки на стартовий майданчик 39А. Перевезення почалася о 7 годині 54 хвилини за Гринвічем (3 години 34 хвилини річного часом східного узбережжя США). У 15 годин 17 хвилин система «Космічний човник» була встановлена на стартовому майданчику.
17 квітня шатл «Індевор», який готується до можливої рятувальної місії STS- 400 для шатлу «Атлантіс» STS-125, вивезений з будівлі вертикальної збірки і встановлений на стартовому майданчику 39В. Вивіз розпочався о 3 годині 57 хвилин за Гринвічем (16 квітня о 23 годині 57 хвилин за часом східного узбережжя США). О 11 годині 17 хвилин «Індевор» встановлено на стартовому майданчику.
Одночасно два шатли знаходяться на стартових майданчиках і готуються до польоту: «Атлантіс» на стартовому майданчику 39А, «Індевор» — 39В. «Індевор» залишатиметься в готовності до старту рятувальної місії STS- 400 аж до того моменту, коли буде встановлено, що «Атлантіс» не має пошкоджень і зможе самостійно повернутися на землю. Після цього шатл «Індевор» буде перевезений на стартовий майданчик 39А і почне готуватися до свого чергового польоту до Міжнародної космічної станції (STS-127).

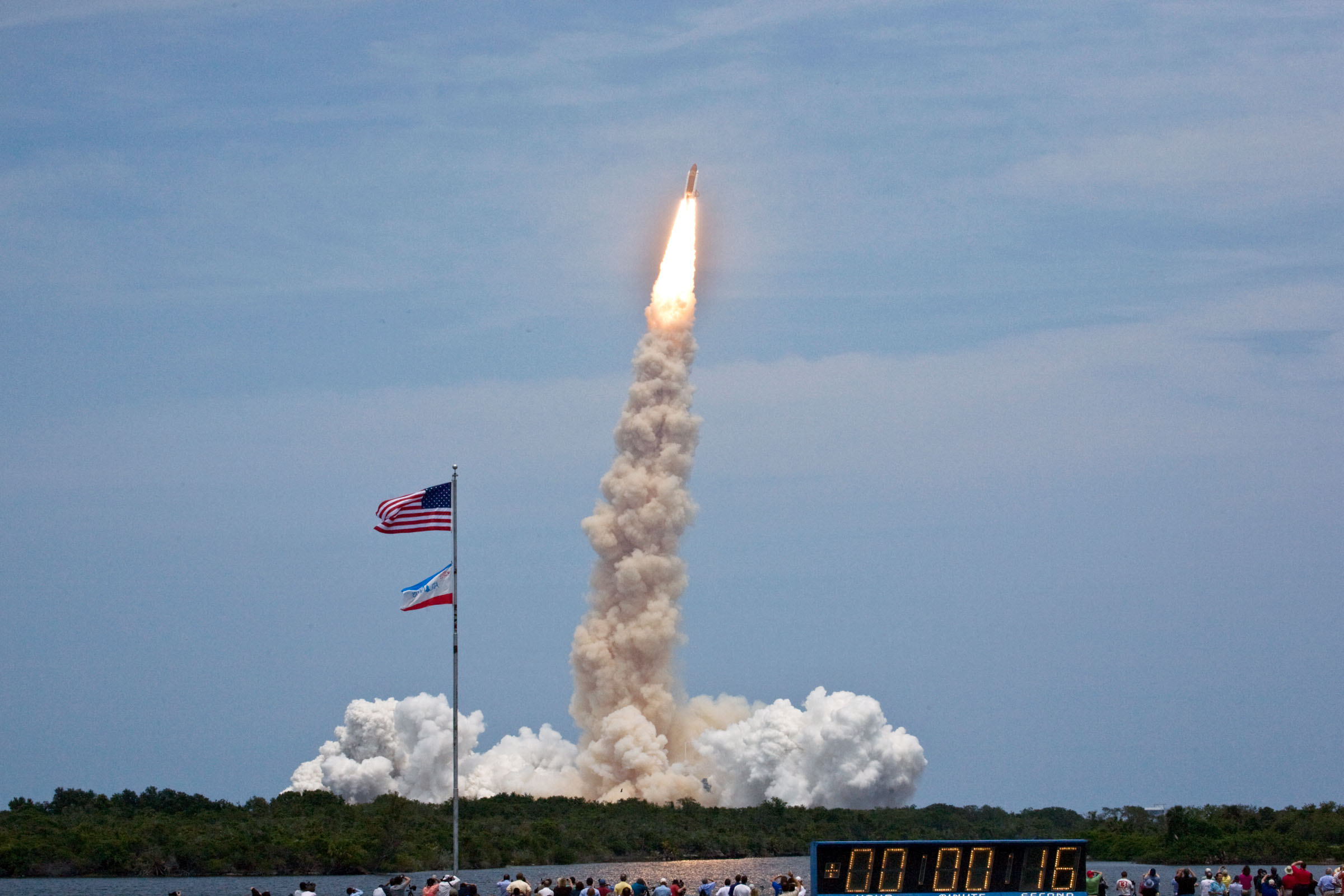
Запуск шатла «Атлантіс» 11 травня 2009

24 квітня старт шатла «Атлантіс» STS-125 був перенесений на день раніше, ніж планувалося, а саме, на 11 травня 18 години 1 хвилину за Гринвічем (14 годин 1 хвилина річного часом східного узбережжя США). У Флориді будуть проводитися військові навчання, в яких будуть залучені системи стеження за запусками ракет і системи передачі телеметричних даних. Ці ж системи використовуються і при запуску шатлів. Необхідно, щоб з 14 травня всі системи підтримки ракетних запусків були в розпорядженні військових. Тому керівництво НАСА ухвалило рішення про перенесення старту «Атлантіса» на день раніше, щоб на випадок непередбачених обставин або несприятливою для запуску погоди мати три можливості запустити шатл (11, 12 або 13 травня). Якщо старт не відбудеться до 14 травня, то він буде відкладений до 22 травня.
30 квітня НАСА офіційно оголосило, що старт «Атлантіса» STS-125 відбудеться 11 травня о 18 годині 1 хвилину за Гринвічем (2:01:49 pm річного східного часу США).
13 травня «Атлантіс» наблизиться до телескопа «Хаббл». За допомогою робота- маніпулятора телескоп буде захоплений 13 травня в 16 годин 54 хвилини за Гринвічем.
8 травня члени екіпажу шатла «Атлантіс» приблизно в 21 годину за Гринвічем (17 годин місцевого часу) прилетіли з Космічного центру Джонсона в Х'юстоні в Космічний центр Кеннеді у Флориді для безпосередньої підготовки до старту 11 травня.
11 травня в 18 годин 1 хвилину 56 секунд (14:01:56 річного східного часу США) шатл «Атлантіс» з сімома астронавтами на борту успішно стартував у космос.

## Опис польоту

### Старт і перший день польоту
18:02 11 травня — 1:01 12 травня
11 травня в 18 годин 1 хвилину 56 секунд (14:01:56 річного східного часу США) шатл «Атлантіс» з сімома астронавтами на борту успішно стартував у космос.
Після виходу на орбіту був відкритий вантажний відсік шатлу, розгорнуті антени і активізований робот-маніпулятор.
Під час старту шатла «Атлантіс» телескоп «Хаббл» перебував над центральною Флоридою на висоті 560 км (350 миль). Після попереднього аналізу запису телевізійного зображення днища шатла, яка велася камерою, встановленою на зовнішньому паливному баку, протягом перших, найбільш критичних хвилин старту, ніяких істотних відривів шматків ізоляції зовнішнього паливного бака не зафіксовано.
Під час старту «Атлантіса» на стартовому майданчику 39В перебував шатл «Індевор». Протягом чотирьох днів фахівці НАСА приведуть «Індевор» до тридобової готовність до старту. Якщо відразу після старту будуть виявлені пошкодження теплозахисного покриття «Атлантіса», то «Індевор» буде готовий стартувати 18 травня.

### Другий день польоту
9:01 12 травня — 1:01 13 травня
«Атлантіс» знаходиться на відстані 13.000 км (8.000 миль) від телескопа Хаббл.
Цього дня астронавти за допомогою робота — маніпулятора з подовжувачем обстежили теплозахисне покриття шатла, розконсервували скафандри, призначені для виходу у відкритий космос, підготовляли інструменти та обладнання, яке буде використовуватися під час майбутнього захоплення телескопа Хаббл.
Проводяться коригування орбіти з метою зближення з телескопом. 13 травня приблизно о 17 годині за Гринвічем «Атлантіс» наблизиться до телескопа.

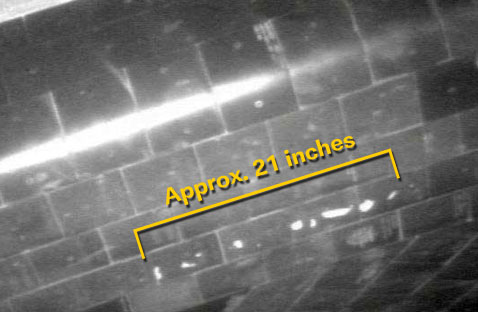
Подряпина на правому крилі шатла.

У загальній складності інспекція теплозахисного покриття шатла тривала майже вісім годин.
У ході огляду теплозахисного покриття були виявлені подряпини на передній частині правого крила шатла, які, імовірно, виникли на 106-й секунді після старту, в результаті удару невеликого шматка ізоляційного матеріалу, що відколовся від зовнішнього паливного бака.
Після аналізу зображення пошкодження правого крила шатла фахівці НАСА дійшли висновку, що це пошкодження не представляє ніякої загрози і не потрібно додаткових, більш детальних зображень цього пошкодження.
Проводилася підготовка телескопа «Хаббл» до зустрічі з «Атлантісом». За командою з Землі була закрита кришка діафрагми, згорнуті антени. Сонячні батареї були розгорнуті так, щоб вони не могли бути пошкоджені реактивної струменем двигунів шатла.

### Третій день польоту
9:01 13 травня — 00:31 14 травня

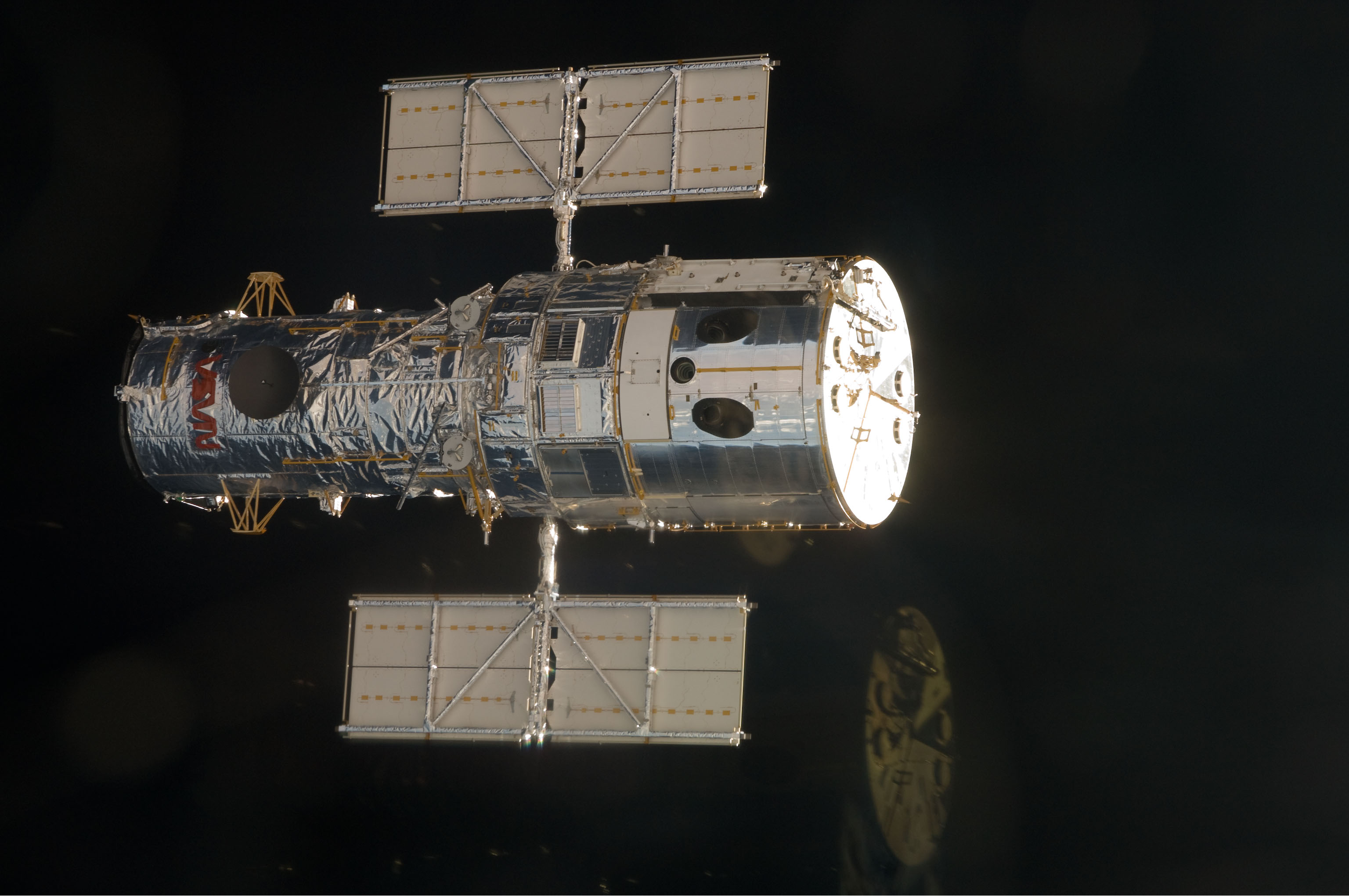
«Атлантіс» наближається до телескопа «Хаббл»

О 11 годині 35 хвилин шатл «Атлантіс» був на відстані 1600 км від телескопа. О 12 годині 22 хвилини було зроблено коригування орбіти шатла. О 12 годині 32 хвилини шатл знаходився на відстані 92 км від телескопа і наближався до телескопа зі швидкістю 20 м / с (64 фути в секунду). У 13 годин 17 хвилин відстань між шатлом і телескопом становило 82 км (268.000 футів). У 13 годин 31 хвилину була проведена ще одна корекція орбіти шатла. У 13 годин 44 хвилини шатл знаходився на відстані 64 км від телескопа і наближався до телескопа зі швидкістю 21 м / с. У 13 годин 55 хвилини шатл знаходився на відстані 49 км від телескопа і наближався до телескопа зі швидкістю 25 м / с. У 14 годин 5 хвилин була проведена чергова корекція орбіти шатла.
Після цього коректування, параметри орбіти шатла «Атлантіс» склали: апогей 562 км, перигей 488 км. У 14 годин 10 хвилин шатл знаходився на відстані 29 км від телескопа. У 14 годин 42 хвилини була проведена остання корекція орбіти шатла. Після цього коректування, шатл перейшов на кругову орбіту, висота якої відповідає орбіті телескопа «Хаббл» — 562 км. У 14 годин 54 хвилини робот- маніпулятор шатлу був розгорнутий в позицію для захоплення телескопа. О 15 годині 2 хвилини шатл знаходився на відстані 14 км від телескопа. У 15 годин 30 хвилин стався збій в системі зв'язку між шатлом і телескопом. Фахівці включили канал зв'язку між шатлом і телескопом через центр управління на Землі. Це призвело до невеликої затримки процесу зближення і захоплення. У 16 годин 15 хвилин шатл знаходився на відстані 200 м від телескопа і наближався до телескопа зі швидкістю 30 см / с. У 16 годин 39 хвилин відстань між шатлом і телескопом склало 61 м (200 футів).

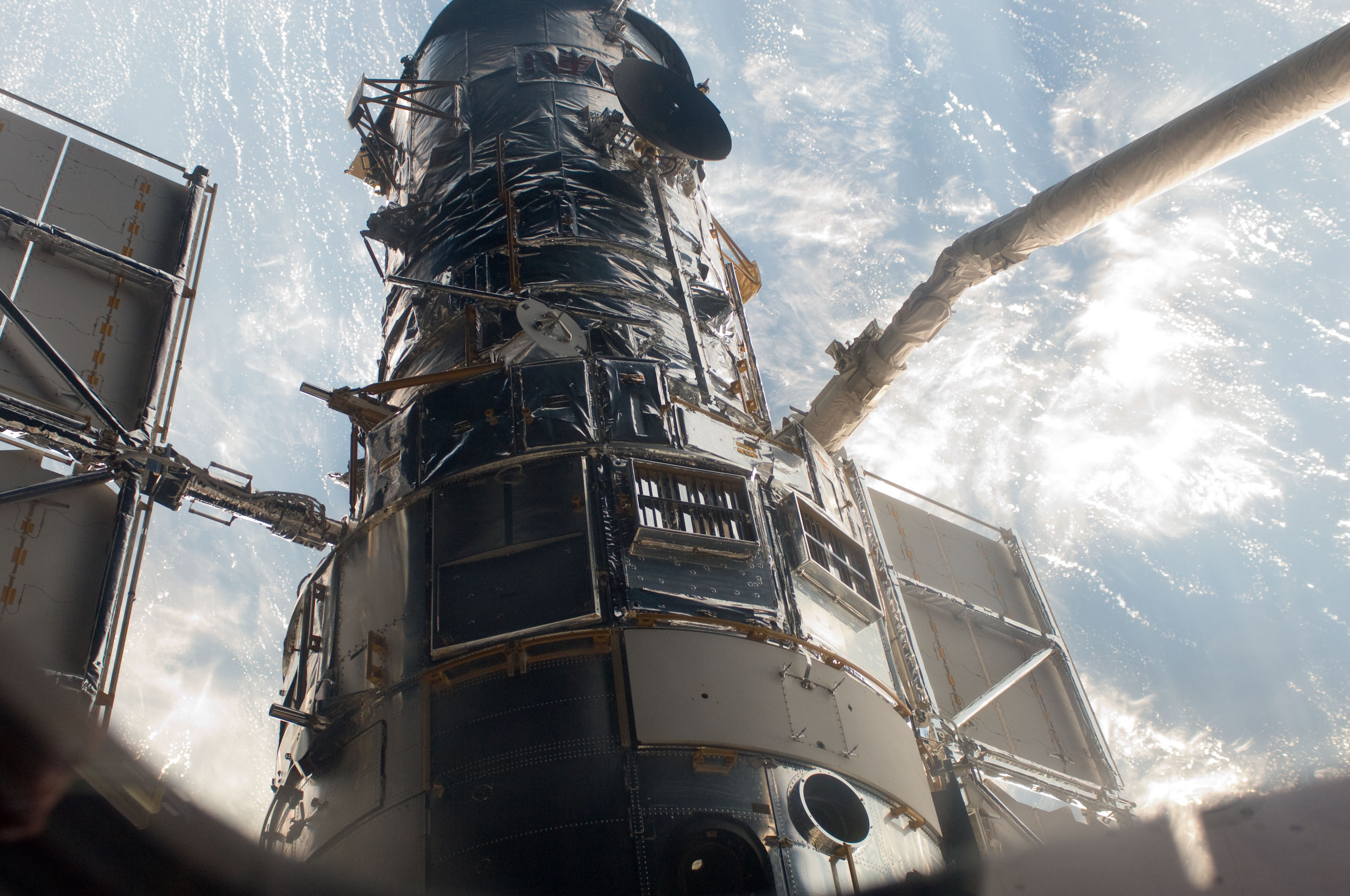
«Хаббл», закріплений у вантажному відсіку «Атлантіса»

У 17 годин 1 хвилину відстань між шатлом і телескопом склало 30 м. У цей час «Атлантіс» і телескоп «Хаббл» знаходилися над Індійським океаном й рухалися в напрямку Австралії. У 17 годин 11 хвилин шатл підійшов до телескопа на відстань, з якої телескоп може бути захоплений маніпулятором, довжина якого 15 м.
У 17 годин 13 хвилин астронавт Меган Макартур за допомогою робота — маніпулятора захопила телескоп «Хаббл», довжина якого 13 метрів і вага — 12,5 тонн.
У 18 годин 13 хвилин телескоп «Хаббл» був встановлений на спеціально обладнаній в задній частині вантажного відсіку шатлу поворотній платформі. Щоб зафіксувати стан поверхні і можливі пошкодження, які могли виникнути на поверхні телескопа в результаті зіткнення з мікрометеоритами або космічним сміттям, астронавти «Атлантіса» виробили детальну фотозйомку телескопа. Фотозйомка була завершена в 19 годин 25 хвилин.
Астронавти готували інструменти та скафандри до першого виходу у відкритий космос, що мав відбутися 14 травня.

### Четвертий день польоту
8:31 14 травня — 00:31 15 травня

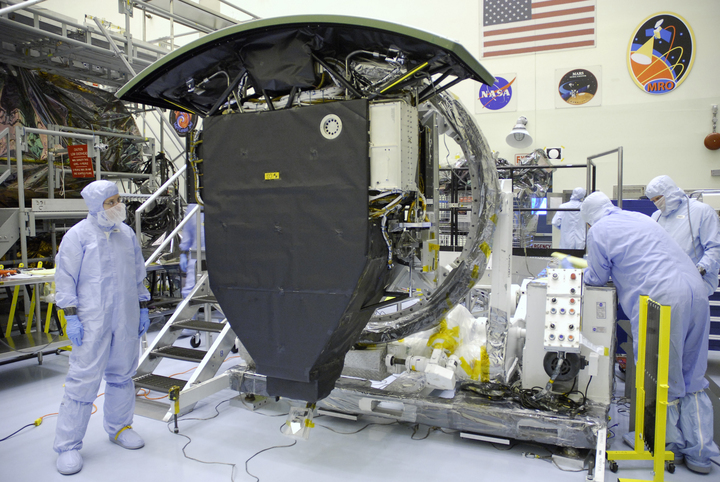
Ширококутна камера 3.

Перший вихід у відкритий космос почався з невеликим запізненням, о 12 годині 52 хвилини за Гринвічем. Вихід здійснили Джон Грансфелд і Ендрю Ф'юстел. Грансфелд вільно пересувався у вантажному відсіку шатла, а Ф'юстел був закріплений на маніпуляторі.
Першим завданням була заміна старої ширококутної камери (англ. Wide Field Planetary Camera 2) на нову ширококутну камеру 3 (англ. Wide Field Camera 3). Ендрю Ф'юстел, закріплений на роботі- маніпуляторі, був підведений до корпусу телескопа і почав розкручувати гвинти, якими камера закріплена в корпусі телескопа. Проте один з гвинтів не піддавався, тому Ф'юстелу знадобилося набагато більше часу, ніж планувалося, щоб дістати стару камеру з корпусу телескопа.

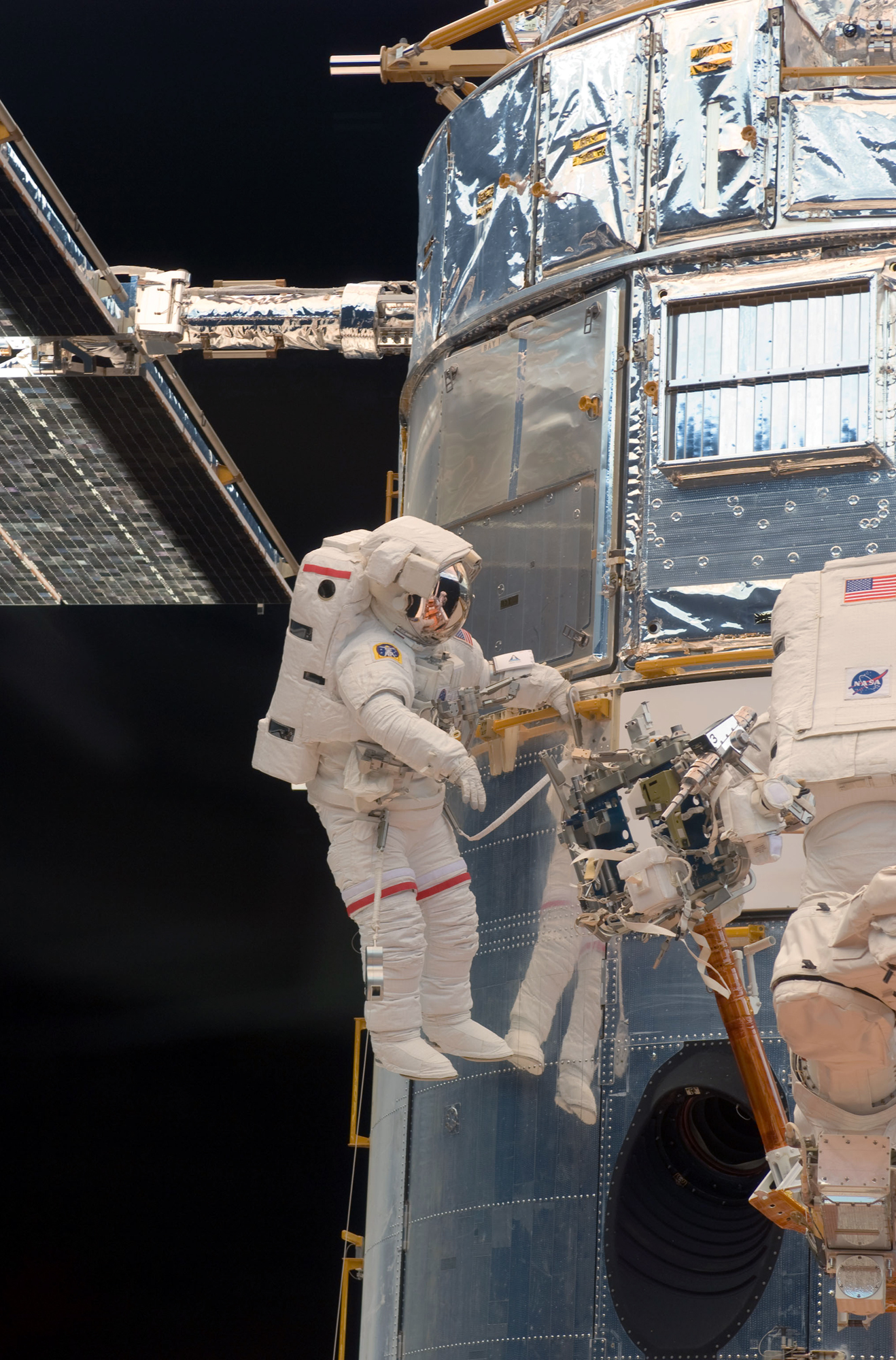
Джон Грансфелд працює у відкритому космосі 14 травня 2009

Приблизно о 15 годині 8 хвилин Ф'юстел, зрештою, зміг дістати стару камеру з корпусу телескопа і тимчасово закріпити її у вантажному відсіку шатла.
Джон Грансфелд відкрив бокс, в якому під час польоту була встановлена нова ширококутна камера 3. Ф'юстел, закріплений на маніпуляторі, дістав нову камеру з боксу і вставив її в корпус телескопа та закріпив. Операція по заміні камери тривала до 15 годин 49 хвилин. Потім астронавти упакували стару, зняту з телескопа камеру в транспортний бокс, де була нова камера.
У 16 годин 5 хвилин фахівці з Центру управління польотом повідомили, що знову встановлена камера функціонує нормально.
Другим завданням для астронавтів була заміна комп'ютера, що частково вийшов з ладу, для обробки і передачі даних. Саме через вихід з ладу одного з двох каналів передачі даних цього комп'ютера у вересні 2008 року політ шатла «Атлантіс» був відстрочений на сім місяців.

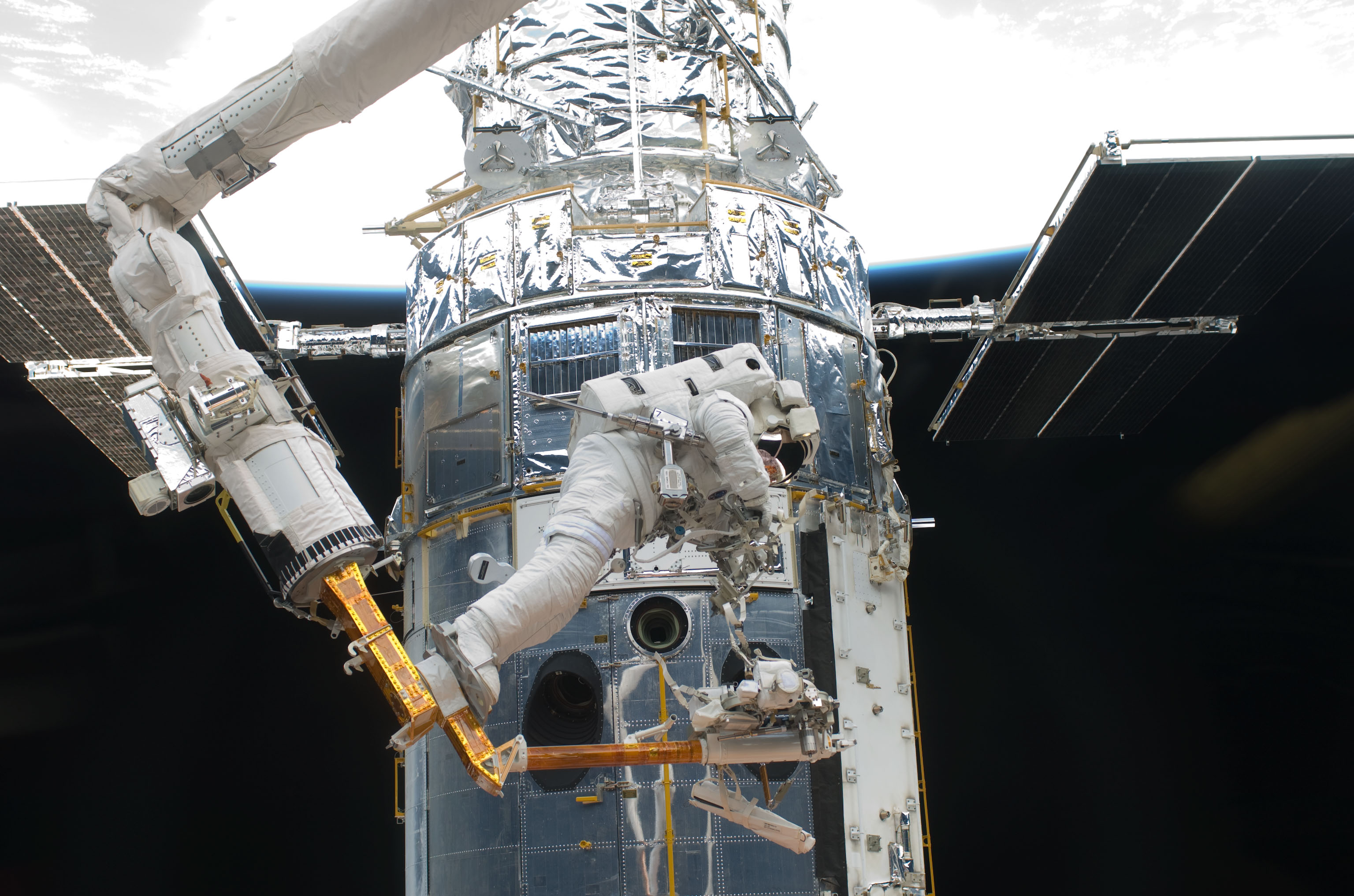
Ендрю Ф'юстел виконує роботи на телескопі.

У 16 годин 44 хвилини Ф'юстел відкрив дверцята відсіку, де знаходиться замінний комп'ютер. Потім Ф'юстел від'єднав комп'ютер і передав його Грансфелду, який, у свою чергу, передав йому новий комп'ютер. У 17 годин 38 хвилин Ф'юстел закінчив установку нового комп'ютера в корпусі телескопа. Після цього з центру управління в комп'ютер була передана команда на його включення і тестування.
Астронавти розпочали встановлення захоплення в нижній частині корпусу телескопа. Це захоплення буде використовуватися в майбутньому при зведенні телескопа з орбіти. У 19 годин 35 хвилин астронавти закінчили роботу.
Астронавти зібрали використовувані в ході виходу інструменти. Потім вони повернулися в шлюзову камеру і в 20 годин 4 хвилини закрили вихідний люк. У 20 годин 12 хвилин розпочався наддув шлюзовий камери.
Тривалість виходу склала 7 годин і 20 хвилин замість планованих шести годин тридцяти хвилин.
Це був 19-й вихід у відкритий космос, пов'язаний з обслуговуванням телескопа «Хаббл».

### П'ятий день польоту
8:31 15 травня — 1:31 16 травня
День другого виходу у відкритий космос. Вихід здійснювали Майкл Массіміно і Майкл Гуд. Массиміно вільно пересувався у вантажному відсіку шатла, а Гуд був закріплений на маніпуляторі. Під час виходу астронавти повинні були замінити в телескопі шість гіроскопів стабілізації і три акумуляторні батареї.
Вихід почався з невеликим запізненням, о 12 годині 49 хвилин за Гринвічем, замість раніше запланованих 12:00 16 хвилин.
Массиміно почав розпаковувати нові, що знаходилися у вантажному відсіку шатла «Атлантіс», гіроскопи. Майкл Гуд, закріплений на маніпуляторі, почав знімати обшивку відсіку телескопа, де розташовуються гіроскопи. Після того як Гуд зняв обшивку, Массиміно через що утворився прохід увійшов всередину корпусу телескопа. Майкл Гуд відкрутив кріпильні гвинти зовні телескопа, а Майкл Массіміно від'єднав перший блок, що складається з двох гіроскопів, і через прохід в корпусі телескопа передав цей блок Гуду. Перший блок гіроскопів був розмонтований в 14 годин 25 хвилин. Після цього Гуд передав Массиміно новий блок гіроскопів всередину телескопа. Спільними зусиллями Гуда зовні, а Массиміно всередині телескопа, новий блок гіроскопів був закріплений і приєднаний до електричних ланцюгів. Ця операція була закінчена о 14 годині 40 хвилин. Було проведено тестування знову встановленого блоку гіроскопів. Тест показав, що новий блок цілком працездатний.

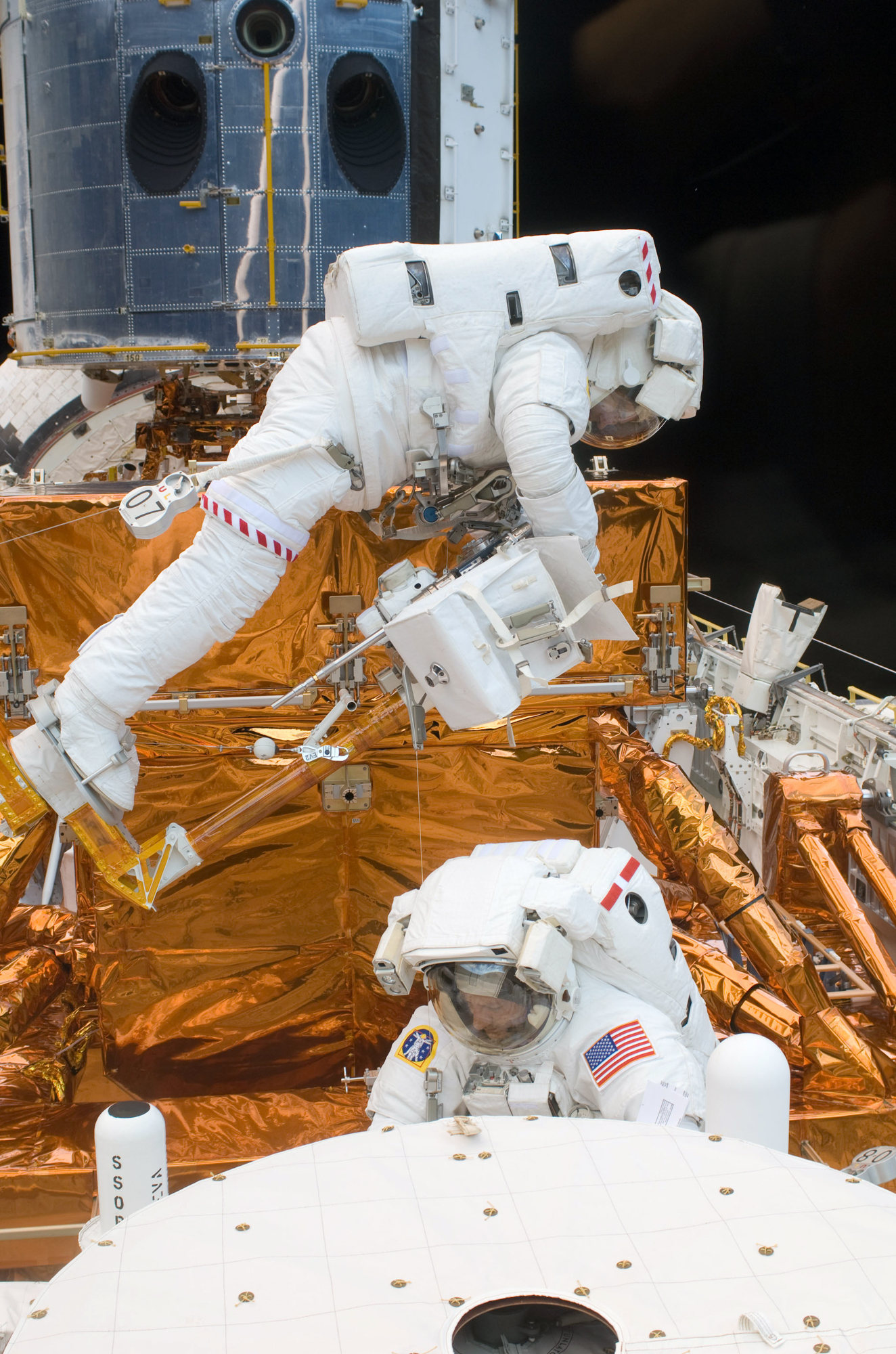
Майкл Гуд (праворуч) і Майкл Массіміно (ліворуч) працюють у відкритому космосі 15 травня 2009

Астронавти повторили всі ті ж операції з другим блоком гіроскопів. О 15 годині 5 хвилин був знятий другий блок гіроскопів. При монтуванні нового блоку всередині корпусу телескопа, астронавти зіткнулися з проблемою. Блок ніяк не вставав на призначене місце. Астронавти витратили дуже багато часу в спробах встановити другий новий блок, але це їм не вдалося. Було ухвалено рішення спробувати встановити на це місце третій новий блок. Майкл Гуд дістав з пакувального боксу третій новий блок гіроскопів і передав його Майклу Массиміно всередину телескопа. У 16 годин 23 хвилини астронавтам зрештою вдалося встановити третій новий блок гіроскопів на місце другого блоку. У 16 годин 33 хвилини був успішно проведений тест на функціонування другого встановленого блоку гіроскопів.
У 16 годин 54 хвилини астронавти розмонтувати третій, і останній, блок гіроскопів. Однак і на це місце новий блок не підійшов. Замість нового блоку астронавтам вдалося встановити запасний блок гіроскопів, який був на борту «Атлантіса». Цей запасний блок зняли з телескопа під час обслуговування телескопа в 1999 році, його полагодили і знову відправили у космос як запасний. Однак немає гарантії, що цей відремонтований блок гіроскопів буде працездатний так само довго, як і два нових встановлених блоки. Для нормальної роботи телескопа достатньо двох блоків гіроскопів, а в критичному випадку — і одного. У 17 годин 40 хвилин астронавти закінчили встановлення гіроскопів. Через проблеми з установкою одного з блоків гіроскопів астронавти на 1,5 години вибилися з графіка. У 18 годин 18 хвилин з центру управління повідомили, що всі три блоки гіроскопів знаходяться в робочому стані.
У 18 годин 20 хвилин пройшло вже 5,5 години з початку виходу. Для виконання наступного завдання — заміни пакету, що складається з трьох акумуляторних батарей, — потрібно 95 хвилин. Три акумуляторні батареї зібрані в один блок розміром 90 × 90 × 25 см (36 × 36 × 10 дюймів) і вагою 215 кг (475 фунтів). Було вирішено продовжити перебування астронавтів у відкритому космосі, щоб виконати цю роботу. Це означає, що астронавти будуть працювати на межі ресурсів своїх скафандрів.
О 19 годині 2 хвилини астронавти відкрили відсік телескопа, де знаходяться акумулятори. Майкл Гуд демонтував старий пакет акумуляторних батарей в корпусі телескопа, а Майкл Массіміно розпакував новий пакет, який знаходився в спеціальному контейнері у вантажному відсіку шатла. У 19 годин 36 хвилин астронавти обмінялися пакетами акумуляторів. У 19 годин 58 хвилин новий пакет акумуляторів був встановлений у відсіку телескопа. Потім Майкл Гуд закрив відсік телескопа, де знаходяться акумулятори. Ще один пакет акумуляторних батарей планується замінити 18 травня під час п'ятого виходу.
У 20 годин 24 хвилини астронавти направляються в шлюзову камеру. У 20 годин 37 хвилин був закритий люк шлюзової камери. У 20 годин 45 розпочався наддув, вихід у відкритий космос закінчився. Тривалість виходу склала 7:00 56 хвилин, це майже на півтори години більше, ніж планувалося.
Командир екіпажу Скотт Альтман разом з оператором робота-маніпулятора Меган Макартур протягом 45 хвилин проводили додаткову інспекцію ділянок теплозахисного покриття шатла, що не були обстежені під час попередньої інспекції.
Через тривалий — більш ніж на півтори години — вихід у відкритий космос, щоб у астронавтів було достатньо часу для відпочинку та підготовки до наступного виходу, розпорядок дня був зміщений на одну годину. Шостий день польоту почнеться о 9 годині 31 хвилину (за Гринвічем) замість 8 годині 31 хвилини. Початок четвертого виходу також зрушено на годину пізніше, на 13 годин 15 хвилин.

### Шостий день польоту
9:31 16 травня — 1:31 17 травня
День третього виходу у відкритий космос. Вихід здійснюють Джон Грансфелд і Ендрю Ф'юстел. Астронавтам належить демонтувати в телескопі коригувальну оптичну систему (англ. Corrective Optics Space Telescope Axial Replacement, COSTAR) і замість неї змонтувати новий спектрограф космічного випромінювання (Cosmic Origins Spectrograph). 

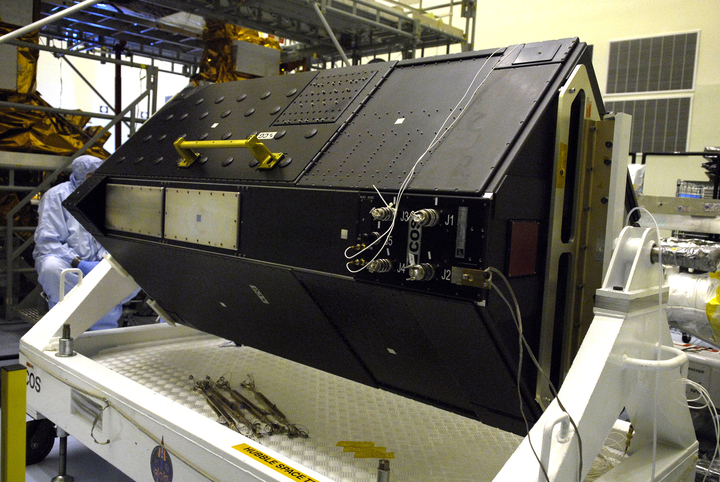
Спектрограф космічного випромінювання.

Коригуюча оптична система була змонтована під час першого польоту з обслуговування телескопа в 1993 році. Новий спектрограф космічного випромінювання — більш чутливий прилад, який призначений для дослідження великих структур Всесвіту. Вага нового приладу — 385 кг, а розмір порівніваний з розміром телефонної будки.
Друге завдання — ремонт «вдосконаленої оглядової камери» (англ. Advanced Camera for Surveys, ACS). Удосконалена оглядова камера була встановлена під час четвертого польоту до телескопа в 2002 році. У 2007 році в системі управління цієї камери сталося коротке замикання, і вона вийшла з ладу. Астронавтам належить замінити кілька електронних компонентів в системі управління камери.

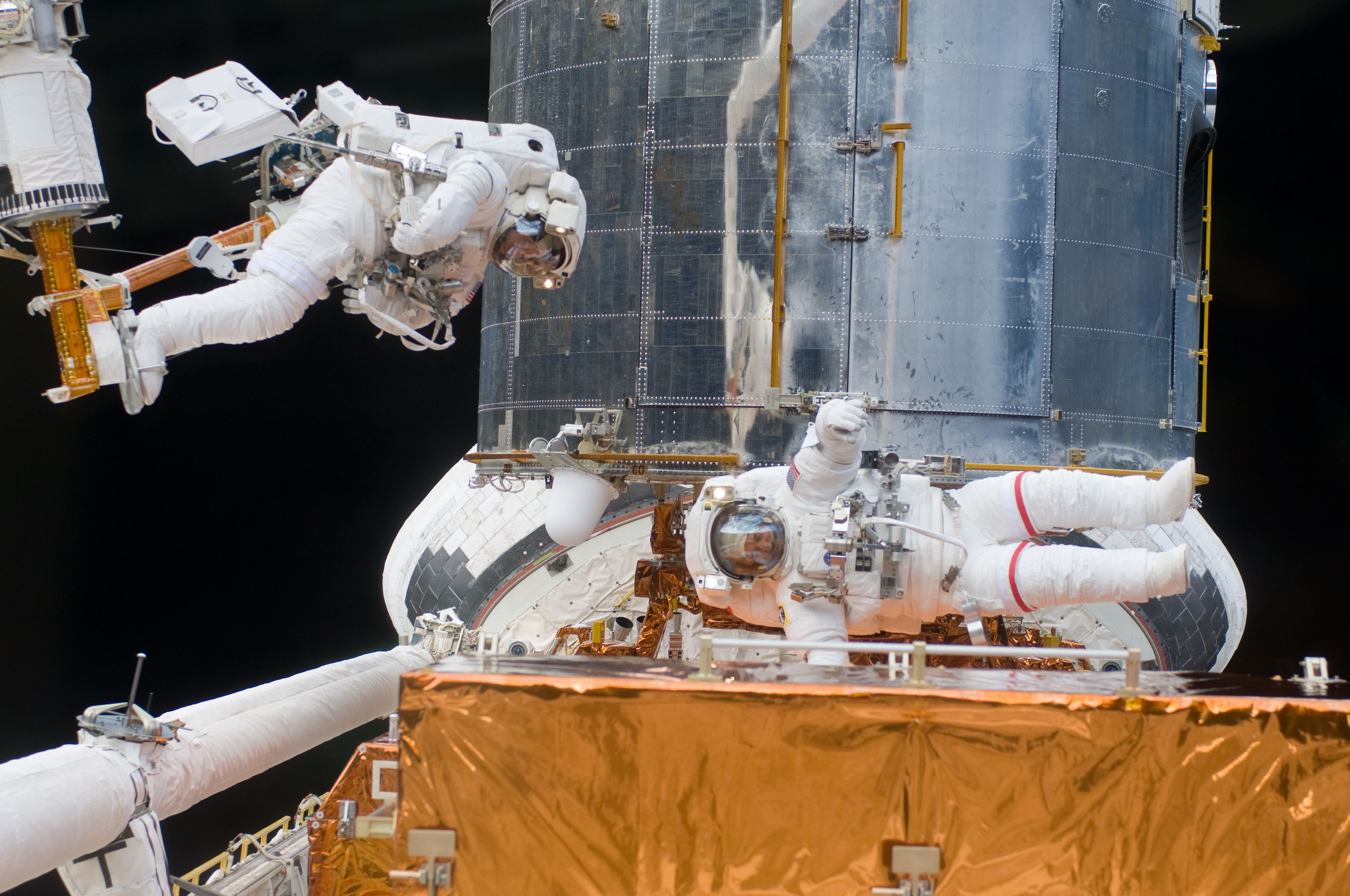
Ф'юстел (ліворуч) і Грансфелд під час виходу у відкритий космос 16 травня 2009.

Вихід почався о 9 годині 35 хвилин. Астронавти підготували інструменти. О 10 годині 9 хвилин Ендрю Ф'юстел, закріплений на роботі- маніпуляторі, відкрив відсік, де знаходиться Коригуюча оптична система. Грансфелд зняв кріплення з коригуються оптичної системи всередині корпусу телескопа. О 10 годині 52 хвилини астронавти вийняли коригувальну оптичну систему з корпусу телескопа. Коригуюча оптична система була тимчасово закріплена у вантажному відсіку шатла. Потім астронавти дістали спектрограф космічного випромінювання з транспортного контейнера. Ф'юстел, закріплений на маніпуляторі, зі спектрографом в руках був знову підведений до корпусу телескопа. О 11 годині 40 хвилин астронавти вставили спектрограф в корпус телескопа і почали його закріплювати та приєднувати до нього кабелі. О 12 годині 3 хвилини астронавти закінчили встановлення спектрографа. Астронавти помістили зняту з телескопа коригувальну оптичну систему в транспортний контейнер. Одночасно з центру управління було проведено тест функціонування знову встановленого спектрографа. Тест підтвердив працездатність спектрографа.

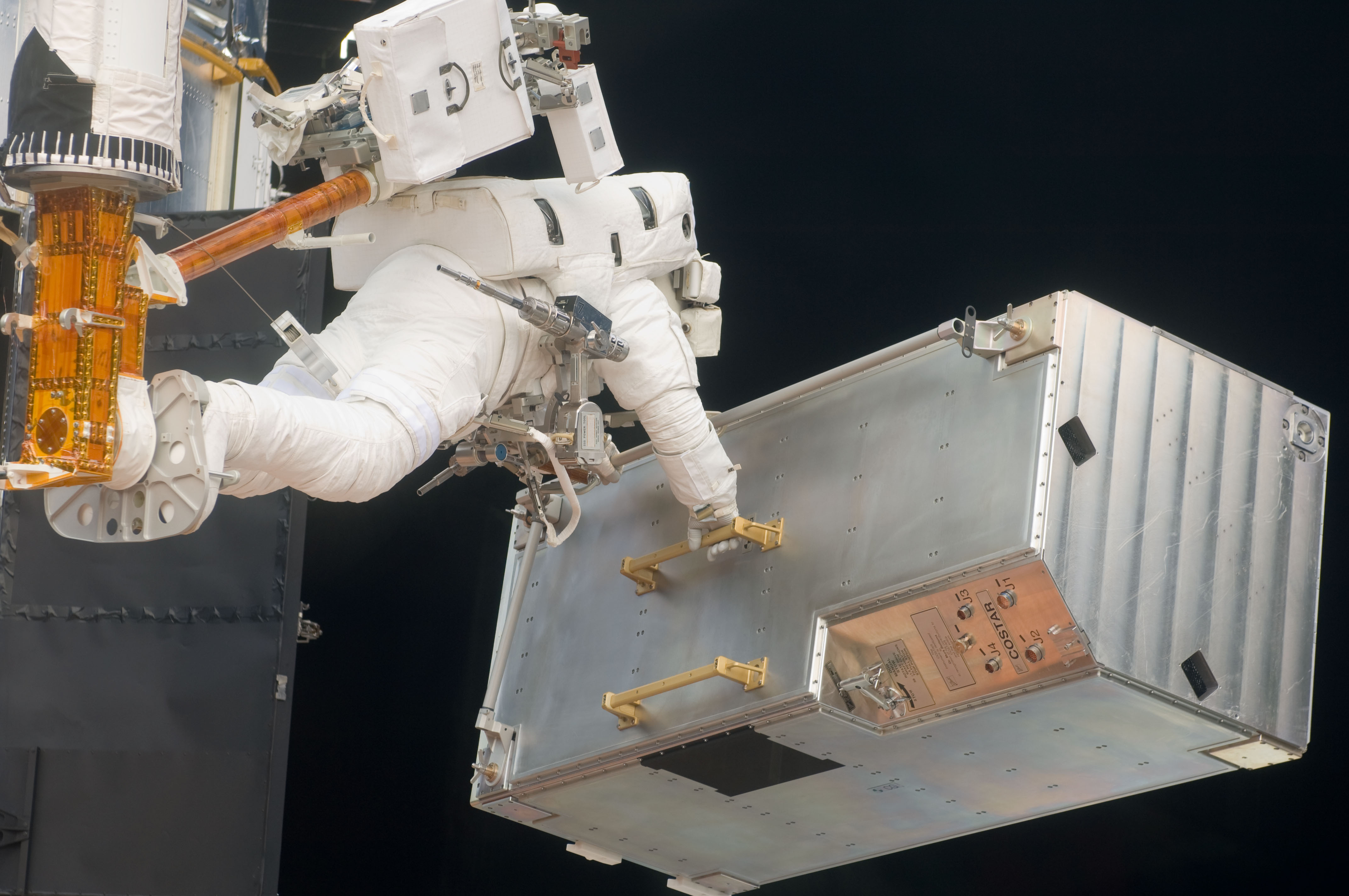
Ендрю Ф'юстел переносить COSTAR.

У 13 годин астронавти розпочали виконання найбільш складної задачі — ремонту вдосконаленої оглядової камери. У 13 годин 58 хвилин Грансфелд розкрив електронний блок оглядової камери. У 14 годин 22 хвилини Грансфелд дістав чотири несправних електронних модуля з електронного блоку. У 14 годин 35 хвилин замість несправних в електронний блок були вставлені нові модулі. Потім Грансфелд встановив новий блок живлення і під'єднав його до нових встановленим електронним модулям. У 14 годин 58 хвилин астронавти закінчили ремонт електронного блоку оглядової камери. Астронавти закрили відсік, де розташована оглядова камера. Потім вони почали збирати інструменти, якими вони користувалися під час роботи у відкритому космосі.
У 15 годин 22 хвилини за командою з Землі було проведено успішний тест оглядової камери.
У 15 годин 58 хвилин Джон Грансфелд і Ендрю Ф'юстел повернулися в шлюзову камеру. У 16 годин 5 хвилин був закритий люк шлюзової камери.
У 16 годин 11 хвилин розпочався наддув шлюзовий камери. Третій вихід у відкритий космос закінчився. Тривалість виходу склала 6:00 36 хвилин. Це був 21-й вихід, пов'язаний з обслуговуванням телескопа «Хаббл».

### Сьомий день польоту
9:31 17 травня — 1:31 18 травня
У ніч з 17 на 18 травня проводилося тестування відремонтованої вдосконаленою оглядової камери. З'ясувалося, що працездатність камери відновлена не повністю. Відновлена працездатність широкосмугового каналу і так званого сонячного сліпого каналу (solar blind channel), але працездатність каналу високого дозволу все ще має проблеми з його системою живлення.

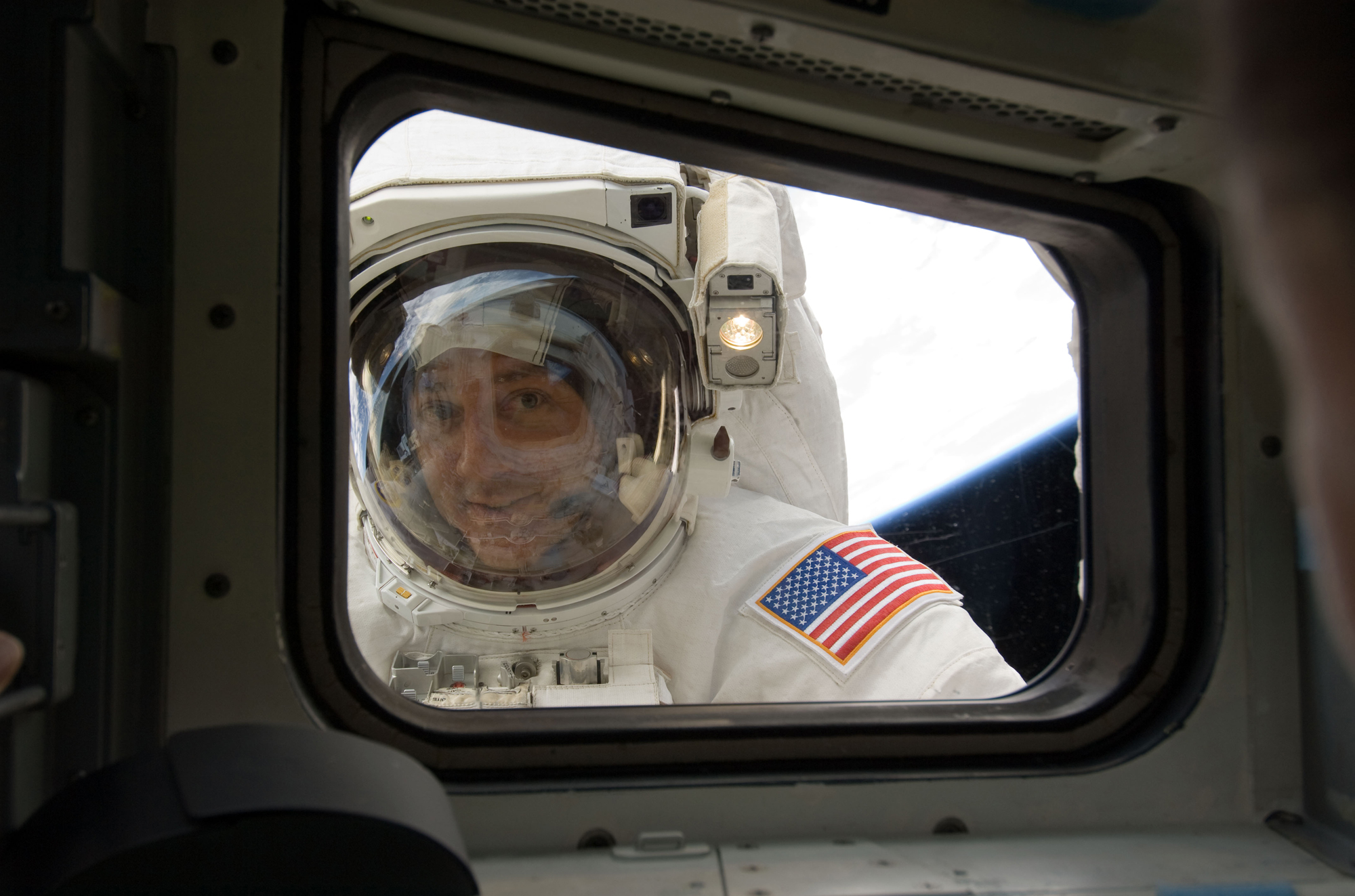
Майкл Массіміно під час виходу у відкритий космос 17 травня 2009.

Цього дня було здійснено четвертий вихід у відкритий космос. Вихід здійснювала пара — Майкл Массіміно і Майкл Гуд. Під час виходу Майкл Гуд був закріплений на роботі- маніпуляторі, а Майкл Массіміно вільно пересувався у вантажному відсіку шатла.
Під час виходу астронавти займалися ремонтом блоку живлення реєструючого спектрографа (англ. Space Telescope Imaging Spectrograph, STIS). Реєструючий спектрограф був встановлений в телескопі під час другої місії з обслуговування в лютому 1997 року. Однак у серпні 2004 року блок живлення цього приладу вийшов з ладу. Ремонт блоку живлення реєструючого спектрографа — найбільш займаюча час операція: Майкл Массіміно повинен був розкрутити 111 гвинтів, щоб дістатися до блоку живлення, що вийшов з ладу.
Друге завдання для астронавтів — установка нової теплоізоляційної панелі (англ. New Outer Blanket Layer, NOBL) на одному з відсіків телескопа.
Четвертий вихід у відкритий космос почався з півгодинним запізненням — о 9 годині 45 хвилин. О 10 годині 20 хвилин Майкл Гуд, закріплений на маніпуляторі, відкрив відсік телескопа, де розташований блок керування реєструючого спектрографа. О 10 годині 37 хвилин Массиміно увійшов всередину корпусу телескопа.

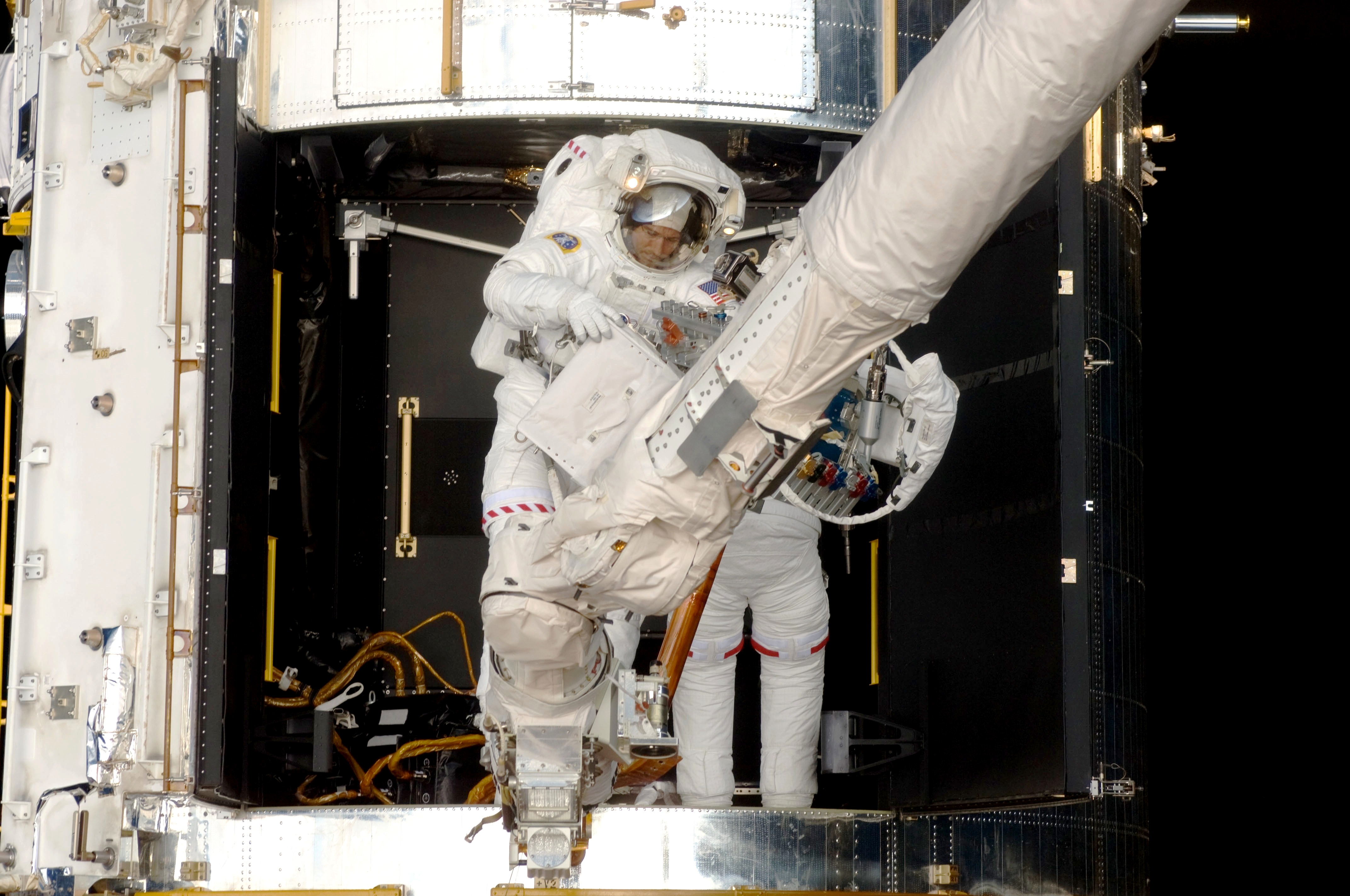
Майкл Массіміно і Майкл Гуд працюють в телескопі. 17 травня 2009.

Щоб відкрити блок живлення спектрографа, Массиміно мав зняти ручку з цього блоку. Ручка була закріплена чотирма гвинтами. Три гвинти були легко відкручені, а четвертий заклинив. Массиміно докладав максимум зусиль, щоб відкрутити цей гвинт і, схоже, зірвав шліц на голівці гвинта. Массиміно пробував відкрутити гвинт, щ не піддавався, за допомогою різних інструментів, але без успіху.
Зрештою Массиміно, застосувавши силу, зігнув непіддатливу ручку і відірвав її. Боротьба з гвинтом, що заклинив, тривала до 13 годин. Астронавти на дві години вибилися з графіка робіт. Після цього астронавти продовжили працювати за планом.
Массиміно закріпив на блоці спеціальну плату, яка була сконструйована так, щоб сотня гвинтів, які були відкручені з кришки блоку, залишилися б на цій платі і не розлетілися всередині корпусу телескопа. Ця спеціальна плата була встановлена в 13 годин 31 хвилину. Коли Массиміно приступив до відкручування кришки блоку, виявилося, що батарея в його інструменті вже розряджена. Массиміно повернувся у вантажний відсік шатлу, щоб взяти запасний інструмент та поповнити запаси кисню в своєму скафандрі з тим, щоб максимально продовжити час перебування у відкритому космосі. У 14 годин 15 хвилин Массиміно повернувся до телескопа і продовжив роботу. У 15 годин 16 хвилин астронавти зняли кришку з блоку спектрографа.
У 15 годин 57 хвилин Массиміно замінив модуль живлення, що вийшов з ладу, на новий. Замість старої кришки з більш ніж 100 гвинтами, Массиміно закрив блок новою кришкою, яка кріпиться тільки двома затискачами. У 16 годин 53 хвилини Майкл Гуд закрив відсік телескопа, де знаходиться реєструючий спектрограф.
Через втрату часу на ремонт реєструючого спектрографа ухвалено рішення друге завдання, заплановане для цього виходу, відкласти до наступного виходу у відкритий космос. Астронавти зібрали інструменти, повернулися в шлюзову камеру і в 17 годин 39 хвилин закрили люк. Вихід закінчився о 17 годині 47 хвилин. Тривалість виходу склала 8 годин і 2 хвилини.
О 17 годині по команді з центру управління було проведено тест відремонтованого спектрографа. Тести показали, що в результаті проведеного ремонту, спектрограф знову працездатний.

### Восьмий день польоту

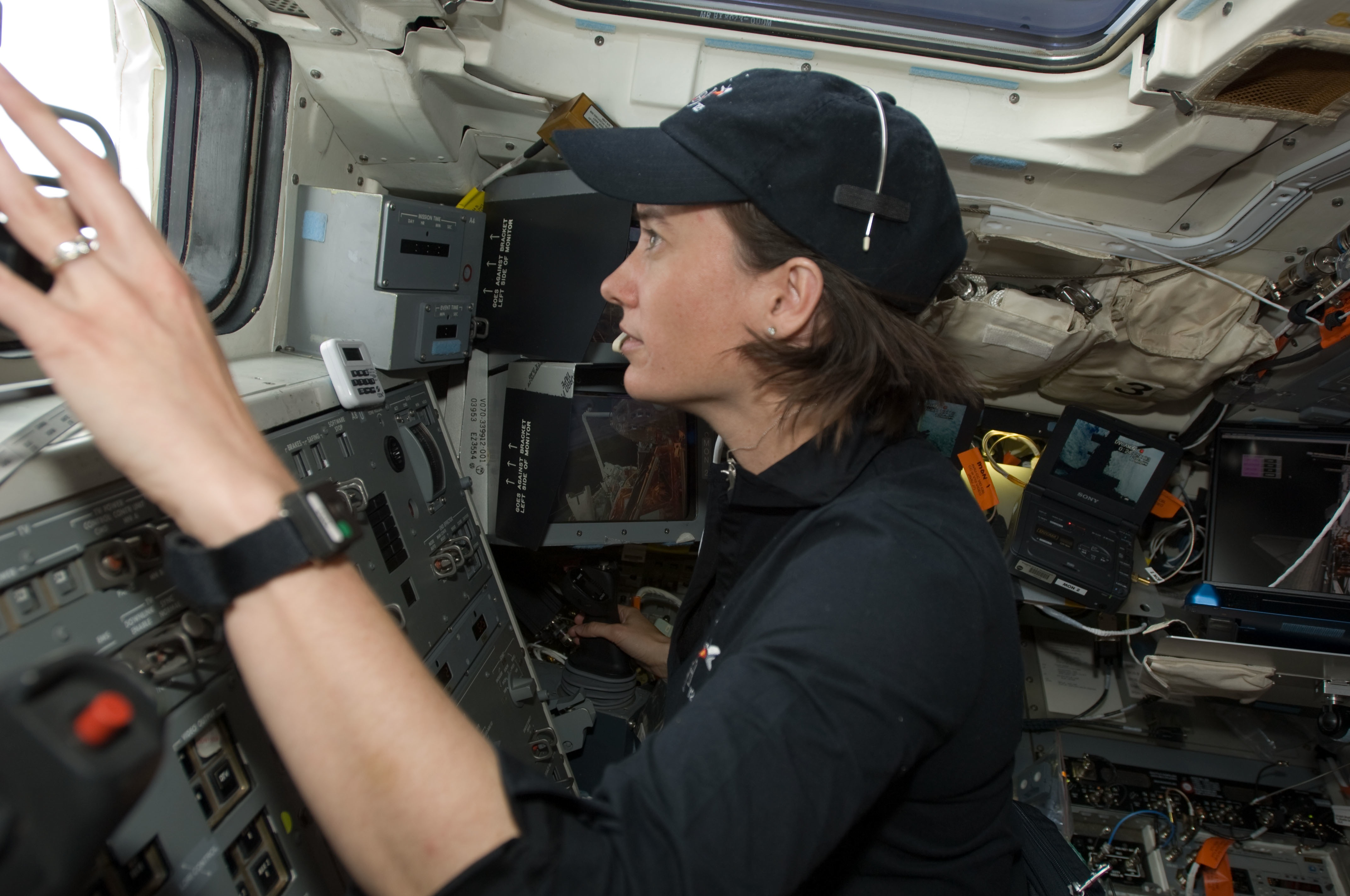
Меган Макартур управляє маніпулятором.

9:31 18 травня — 00:31 19 травня
День п'ятого — і останнього — виходу у відкритий космос. Третій раз протягом цього польоту в космос виходять Джон Грансфелд і Ендрю Ф'юстел. Під час виходу астронавти повинні замінити другий пакет акумуляторних батарей, замінити датчик точного наведення (fine guidance sensor) і встановити, якщо дозволить час, три теплоізоляційних панелі (New Outer Blanket Layer, NOBL). Одна з цих панелей повинна була бути встановлена під час четвертого виходу, але через брак часу це не було зроблено. Цього разу Грансфелд працює закріпленим на роботі- маніпуляторі, а Ф'юстел вільно переміщається у вантажному відсіку шатла. Роботом- маніпулятором, як і під час усіх попередніх виходів, управляє Меган Макартур.
Пакет, в якому зібрані три акумулятора, важить 215 кг (475 фунтів). Ці акумулятори забезпечують електроживлення телескопа, коли він знаходиться на тіньовій стороні Землі. Старі акумулятори пропрацювали в телескопі дев'ятнадцять років (починаючи з 1990 року), за цей час їх потужність знизилася до 50 % від початкової.
Вихід почався о 12 годині 20 хвилин. О 12 годині 57 хвилини Грансфелд, який був закріплений на маніпуляторі, відкрив відсік у корпусі телескопа, де знаходяться акумуляторні батареї. В цей же час Ф'юстел діставав новий пакет акумуляторів з транспортного контейнера. Грансфелд від'єднав кабелі від акумуляторів, зняв кріплення і в 13 годин 18 хвилин дістав пакет акумуляторів з корпусу телескопа. Потім астронавти обмінялися пакетами акумуляторів. Ф'юстел почав упаковувати зняті з телескопа акумулятори, а Грансфелд був знову, верхи на маніпуляторі, перенесений до телескопа і почав встановлювати нові акумулятори у відсіку телескопа. У 13 годин 50 хвилин нові акумулятори були встановлені і підключені. Відразу ж по команді з Землі проведений тест знову встановлених акумуляторів. Тест був успішним. У 13 годин 59 хвилин Грансфелд закрив відсік з акумуляторами. Перше завдання сьогоднішнього виходу було виконано до 14 години.

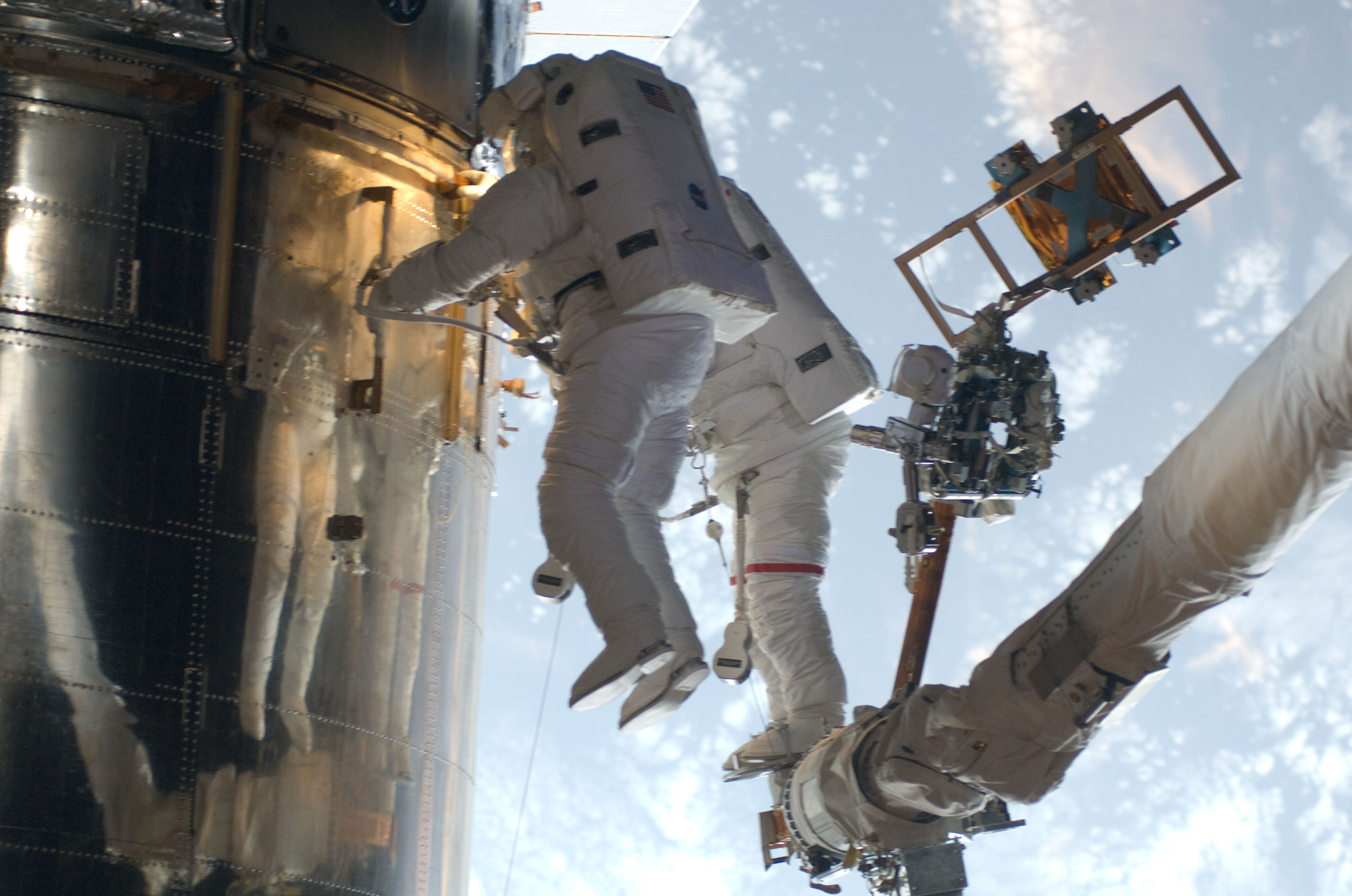
Джон Грансфелд і Ендрю Ф'юстел працюють у відкритому космосі 18 травня 2009.

Наступне завдання — заміна датчика наведення. Грансфелд почав відкривати відсік датчика. Знову проблеми з одним з гвинтів, але Грансфелд, застосувавши силу, подолав ці проблеми, і в 14 годин 25 хвилин відкрив відсік датчика. Обидва астронавта разом почали від'єднувати кабелі від датчика. У 15 годин астронавти звільнили і дістали датчик наведення з корпусу телескопа. Цей датчик був встановлений в телескопі в 1999 році. У 15 годин 15 хвилин астронавти дістали новий датчик з транспортного контейнера. У 15 годин 41 хвилини новий датчик встановлений в телескопі. У 16 годин 5 хвилин астронавти упакували старий датчик в транспортному контейнері. Виконання другого завдання завершено.
До 16 години 49 хвилини астронавти встановили першу теплоізоляційну панель на відсіку телескопа № 5. До 17 години 28 хвилини астронавти встановили другу теплоізоляційну панель на відсіку телескопа № 8. До 17 години 45 хвилини астронавти встановили третю теплоізоляційну панель на відсіку телескопа № 7. Всі заплановані завдання успішно виконані.
Астронавти зняли захисне покриття зі складених антен «Хаббла» і зібрали інструменти, які були використані під час усіх виходів. У 19 годин 19 хвилин антени телескопа були розкриті.
Астронавти увійшли до шлюзової камери. Вихід закінчився о 19 годині 22 хвилини. Тривалість виходу склала 7 годин і 2 хвилини.
Тривалість всіх п'яти виходів у цілому склала 36 годин 56 хвилин. За всі п'ять місій з обслуговування телескопа було виконано 23 виходи у відкритий космос. Сумарна тривалість усіх 23 виходів склала близько 166 годин.
19 травня телескоп «Хаббл» буде від'єднано від шатла «Атлантіс» і відправлено у вільний політ.
Завершуючи п'ятий, і останній вихід у відкритий космос, Джон Грансфелд, який під час своїх трьох польотів до «Хабблу» здійснив більше всіх (8) виходів у відкритий космос, сказав: «Ми завершуємо дійсно грандіозне підприємство, це була безпрецедентна місія. „Хаббл“ — це не тільки супутник, це прагнення людства до знання. Це сплав досконалої техніки і людської винахідливості. Особливо ця місія показала, що це єдиний шлях — на межі можливого, що переходить у неможливе. Під час цієї місії ми намагалися зробити те, що деякі люди вважали неможливим. Ми зробили це, і ми бажаємо всього найкращого „Хабблу“. Це дійсно символ великої країни, в якій ми живемо, в якій ми можемо робити те, що ми зробили, на такому дивовижному космічному кораблі, як „Атлантіс“. Я переконаний, що, якщо ми здатні вирішувати такі проблеми, як ремонт „Хаббла“, вирушаючи в космос, і виконувати таку роботу, пролітаючи над Землею зі швидкістю 17 500 миль на годину, то ми зможемо дозволити й інші грандіозні завдання, такі як: проблеми енергетики та клімату — всі проблеми, які стоять перед НАСА як першочергові. Перш ніж я і Ендрю увійдемо в шлюзову камеру, я хочу побажати „Хабблу“ вдалої роботи, з новими інструментами, які ми встановили, він зможе і далі розкривати таємниці Всесвіту».

### Дев'ятий день польоту
8:31 19 травня — 00:01 20 травня
Офіційно оголошено, що приземлення шатла «Атлантіс» перенесено на один виток раніше: приземлення має відбутися 22 травня в 14 годин 1 хвилини (10 годин 1 хвилини річного східного часу США). Раніше приземлення планувалося на 15 годин 22 хвилини.
Перенесення пов'язане з несприятливим прогнозом погоди на другу половину дня в районі місця приземлення, з тим, щоб до моменту погіршення погоди до неприйнятних для приземлення умов мати можливості для приземлення.

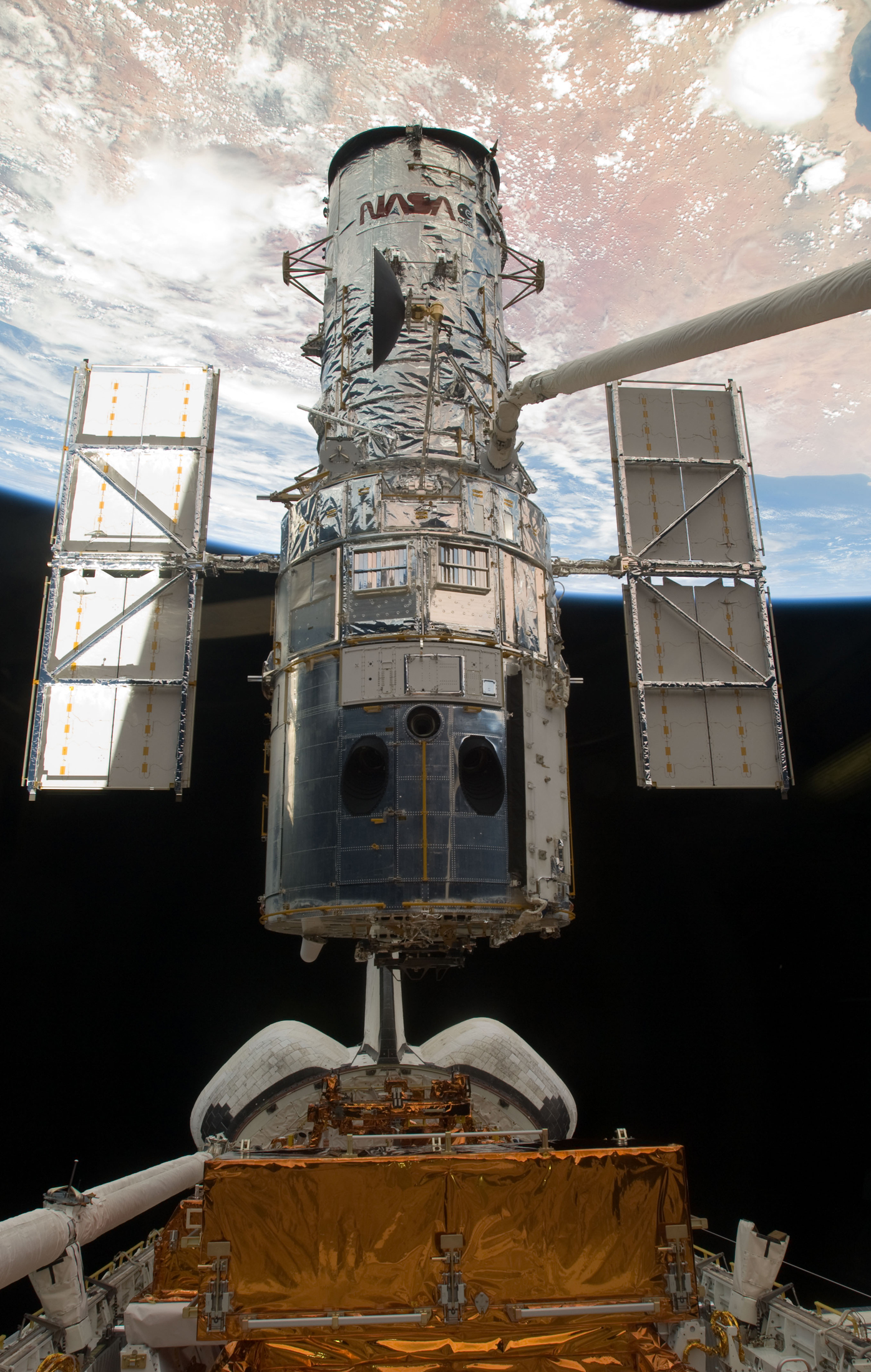
Телескоп «Хаббл», перед тим як він буде відпущений, висить над вантажним відсіком шатла.

- Перша можливість: виток 165, гальмівний імпульс у 12:50, приземлення в 14:01
- Друга можливість: виток 166, гальмівний імпульс у 14:35, приземлення в 15:39.

О 10 годині 45 хвилин робот- маніпулятор, яким керувала Меган Макартур, був приєднаний до телескопа «Хаббл». О 11 годині 24 хвилини були зняті всі кріплення, які утримували телескоп на спеціальній платформі у вантажному відсіку шатла. Телескоп, за допомогою маніпулятора, було піднято над вантажним відсіком шатла. О 12 годині 33 хвилини був відкрита кришка діафрагми телескопа. О 12 годині 57 хвилини робот- маніпулятор був від'єднаний від телескопа, з цього моменту телескоп «Хаббл» знову перебуває у вільному польоті. Це сталося на 119-му витку шатлу над північно-східним узбережжям Африки.
О 13 годині 2 хвилини «Атлантіс» відійшов від телескопа на 45 м. У 13 годин 19 хвилин «Атлантіс» відійшов від телескопа на 230 м. У 13 годин 23 хвилини була вимкнена зв'язок між «Атлантісом» і телескопом.
Управління телескопом повністю перейшло до наземного центру управління. Протягом літа фахівці космічного центру ім. Годдарда проводитимуть серію тестів та калібрування знову встановлених та відремонтованих приладів телескопа «Хаббл». Перші знімки від телескопа будуть отримані на початку вересня.
13 годин 29 хвилин командир корабля Скотт Альтман і пілот Грегорі Джонсон включили двигуни шатла «Атлантіс». У 13 годин 45 хвилин «Атлантіс» відійшов від телескопа на 2,5 км (8000 футів).
У 15 годин 2 хвилини була проведена коригування орбіти шатла. Параметри орбіти після коригування: перигей — 290 км, апогей — 560 км.
У 15 годин 48 хвилин до маніпулятора знову був приєднаний подовжувач з камерами і в 17 годин 19 хвилин астронавти, за допомогою камер, встановлених на маніпуляторі з подовжувачем, почали обстеження теплозахисного покриття передніх крайок крил і носа шатла. Це обстеження має підтвердити, що за час перебування в космосі шатл не отримав пошкоджень від можливих зіткнень з мікрометеоритами або космічним сміттям.
О 21 годині 5 хвилин обстеження теплозахисного покриття шатла було закінчено. Всі дані, отримані в результаті обстеження, передані на Землю. Фахівці на Землі повинні проаналізувати отримані дані й на основі аналізів ухвалити рішення про безпечне приземлення «Атлантіса».

### Десятий день польоту
8:03 20 травня — 23:01 20 травня
Цього дня астронавти мали день відпочинку.

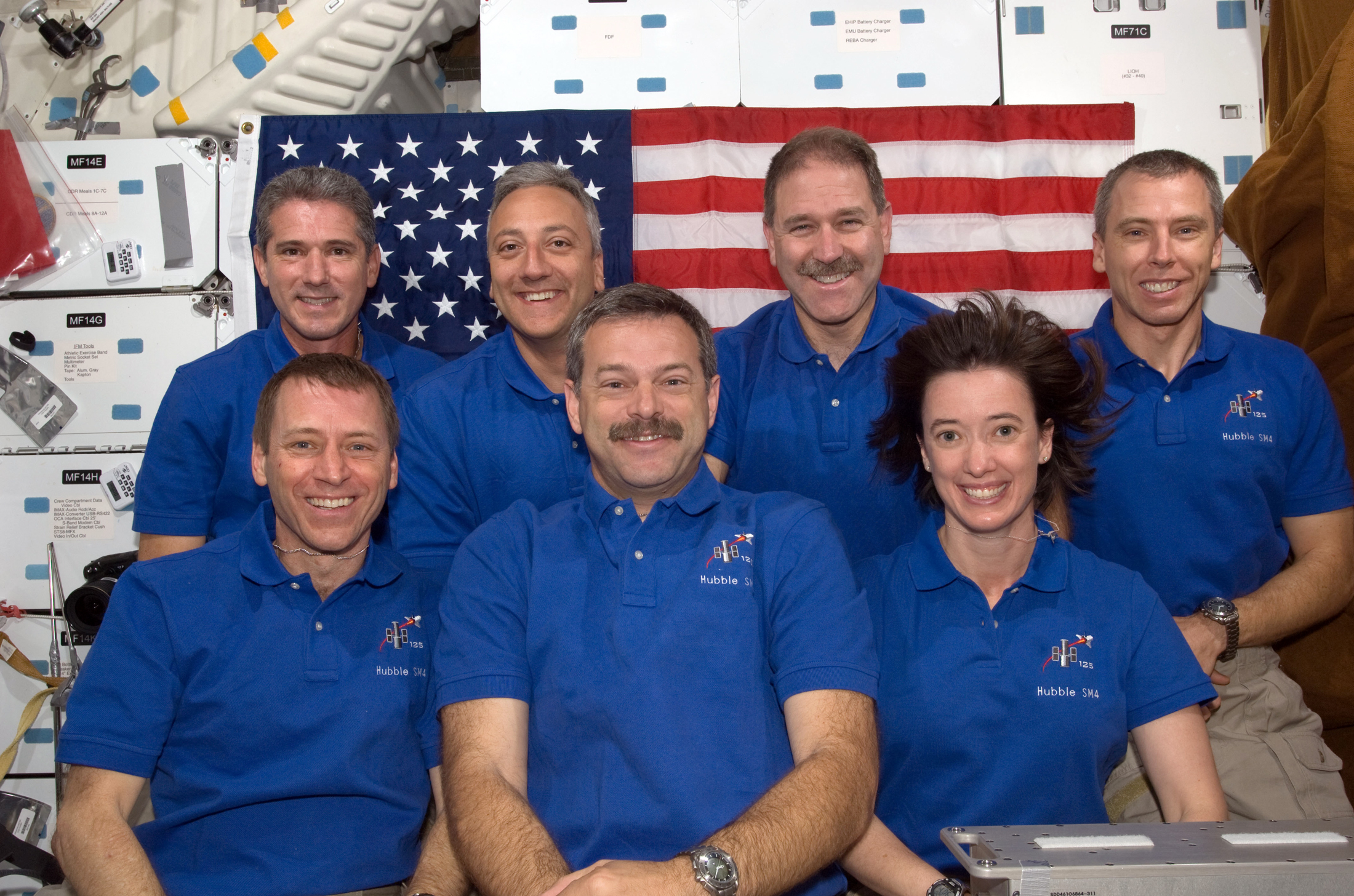
Екіпаж.

Протягом сорока хвилин екіпаж спілкувався (початок спілкування — 14 годин 26 хвилин) з журналістами, які у різних космічних центрах НАСА.
У 16 годин 6 хвилин астронавти «Атлантіса» зв'язалися з членами 19-й довготривалої експедиції МКС.
У цей же день екіпаж розмовляв по телефону з президентом США Бараком Обамою.
Аналіз даних, отриманих у результаті обстеження теплозахисного покриття шатла, проведеного 19 травня, показав, що «Атлантіс» не має яких-небудь пошкоджень, які могли б перешкодити успішному поверненню на Землю.
З метою економії ресурсів шатла астронавти переключили в енергозберігаючий режим системи та прилади, які не використовуються в даний момент. Це зроблено в припущенні, що приземлення «Атлантіса» доведеться перенести на пізніший термін, так як синоптики передбачають значне погіршення погоди у Флориді.
Приземлення в п'ятницю, 22 травня, планується тільки в космічному центрі Кеннеді у Флориді. Якщо негода завадить приземленню в п'ятницю, то в суботу будуть розглядатися можливості приземлення в Каліфорнії, на військово — повітряній базі Едвардс.
Шатл «Індевор», який встановлений на стартовому майданчику 39В, продовжує залишатися в тридобовій готовності до старту, хоча оголошено, що «Атлантіс» здатний приземлитися самостійно. Тільки після того як двигуни «Атлантіса» будуть включені на гальмування, він увійде в атмосферу і безповоротно перейде на траєкторію приземлення, «Індевор» буде знято з чергування. Фахівці почнуть підготовку до пересування «Індевора» на стартовий майданчик 39А для призначеного на 13 червня 2009 р. старту планової місії STS-127.

### Одинадцятий день польоту
7:04 21 травня — 22:01 21 травня
Астронавти упаковували свої інструменти і речі, перевіряли системи шатлу, які будуть задіяні під час приземлення. З метою тестування кілька разів включали і вимикали двигуни шатла. Тести показали, що всі системи шатлу функціонують нормально.
У 16 годин 31 хвилину екіпаж мав розмову із сенатором Барбарою Мікульські, яка є головою підкомітету сенату, у веденні якого знаходиться НАСА. У розмові брали участь також і інші члени американського сенату.
У 18 годин 41 хвилину астронавти відповідали на запитання кореспондентів американських ЗМІ: ABC, FOX, CBS, NBC і CNN.
Фахівці НАСА ухвалили рішення зняти з чергування шатл «Індевор», який знаходився в стані готовності до старту з місією порятунку STS-400. Це рішення було ухвалене у зв'язку з тим, що шатл «Атлантіс» знаходиться в хорошому стані і здатний самостійно повернутися на Землю. Шатл «Індевор» буде готуватися до своєї чергової місії до МКС — STS-127, старт якої призначений на 13 червня.

### Дванадцятий день польоту
6:01 22 травня — 14:01 22 травня
Погода над центром Кеннеді залишається поганою. Зона низького тиску над Мексиканською затокою обумовлює дощі і грози над Флоридою. Нижня кромка хмар знаходиться на висоті 1200 м, вітер до 35 км / год, грози в радіусі 55 км навколо злітно-посадкової смуги космодрому на мисі Канаверал. Такі погодні умови не підходять для приземлення шатла.
22 травня «Атлантіс» мав дві можливості для приземлення:
- Перша можливість: виток 165, гальмівний імпульс в 12:49, приземлення в 14:00
- Друга можливість: виток 166, гальмівний імпульс у 14:33, приземлення в 15:39.

О 9 годині 56 хвилин скасована перша спроба приземлення на 165 витку, причина — несприятливі погодні умови.
О 11 годині 48 хвилин ухвалено рішення про скасування другої спроби приземлення. «Атлантіс» залишається на орбіті додаткові добу.
У суботу (23 травня) «Атлантіс» має шість можливостей для приземлення: три в космічному центрі Кеннеді, у Флориді і три на військово — повітряній базі Едвардс у Каліфорнії.
Можливі приземлення у Флориді 23 травня:
- Перша можливість: виток 180, гальмівний імпульс у 12:01, приземлення в 13:15
- Друга можливість: виток 181, гальмівний імпульс у 13:45, приземлення в 14:54
- Третя можливість: виток 182, гальмівний імпульс у 15:29, приземлення в 16:33.

Можливі приземлення в Каліфорнії 23 травня:
- Перша можливість: виток 181, гальмівний імпульс у 13:29, приземлення в 14:45
- Друга можливість: виток 182, гальмівний імпульс у 15:11, приземлення в 16:23
- Третя можливість: виток 183, гальмівний імпульс у 16:55, приземлення в 18:02.

### Тринадцятий день польоту
5:01 23 травня — 21:01 23 травня
У ході підготовки до приземлення, о 9 годині 32 хвилини, був закритий вантажний відсік шатлу. О 10 годині астронавти почали надягати злітно -посадочні скафандри.
О 10 годині 59 хвилин перша можливість для приземлення (у 13 годин 15 хвилин) скасована через несприятливу погоду. На наступному, 181-му витку були дві можливості, одна на мисі Канаверал (в 14 годин 54 хвилини) і одна на військово — повітряній базі Едвардс (в 14 годин 45 хвилин). Погода над Флоридою продовжує залишатися неприйнятною для приземлення. Погода в Каліфорнії цілком прийнятна.
О 12 годині 34 хвилини ухвалено рішення перенести приземлення «Атлантіса» на 24 травня.
Приземлення «Атлантіса» скасовано через несприятливу погоду в районі космодрому на мисі Канаверал. Хоча погода в Каліфорнії сприятлива для приземлення, спроби приземлення на військово — повітряній базі Едвардс були також скасовані. Прогноз погоди у Флориді на неділю (24 травня) вказує на значне поліпшення, тому НАСА сподівається, що «Атлантіс» все-таки приземлиться на мисі Канаверал. Приземлення на військово — повітряній базі Едвардс небажано через затримки на десять діб у підготовці до наступного польоту «Атлантіса» і додаткових витрат (близько 1,8 млн доларів) на перевезення шатла з Каліфорнії до Флориди.
О 13 годині 9 хвилин знову був відкритий вантажний відсік шатлу. Астронавти почали знімати скафандри.
Можливості приземлення у Флориді 24 травня:
- Перша можливість: виток 196, гальмівний імпульс у 12:58, приземлення в 14:11
- Друга можливість: виток 197, гальмівний імпульс у 14:31, приземлення в 15:49.

Можливості приземлення в Каліфорнії 24 травня:
- Перша можливість: виток 197, гальмівний імпульс у 14:25, приземлення в 15:40
- Друга можливість: виток 198, гальмівний імпульс у 16:08, приземлення в 17:19.

### Чотирнадцятий день польоту
5:01 24 травня — 15:39 24 травня

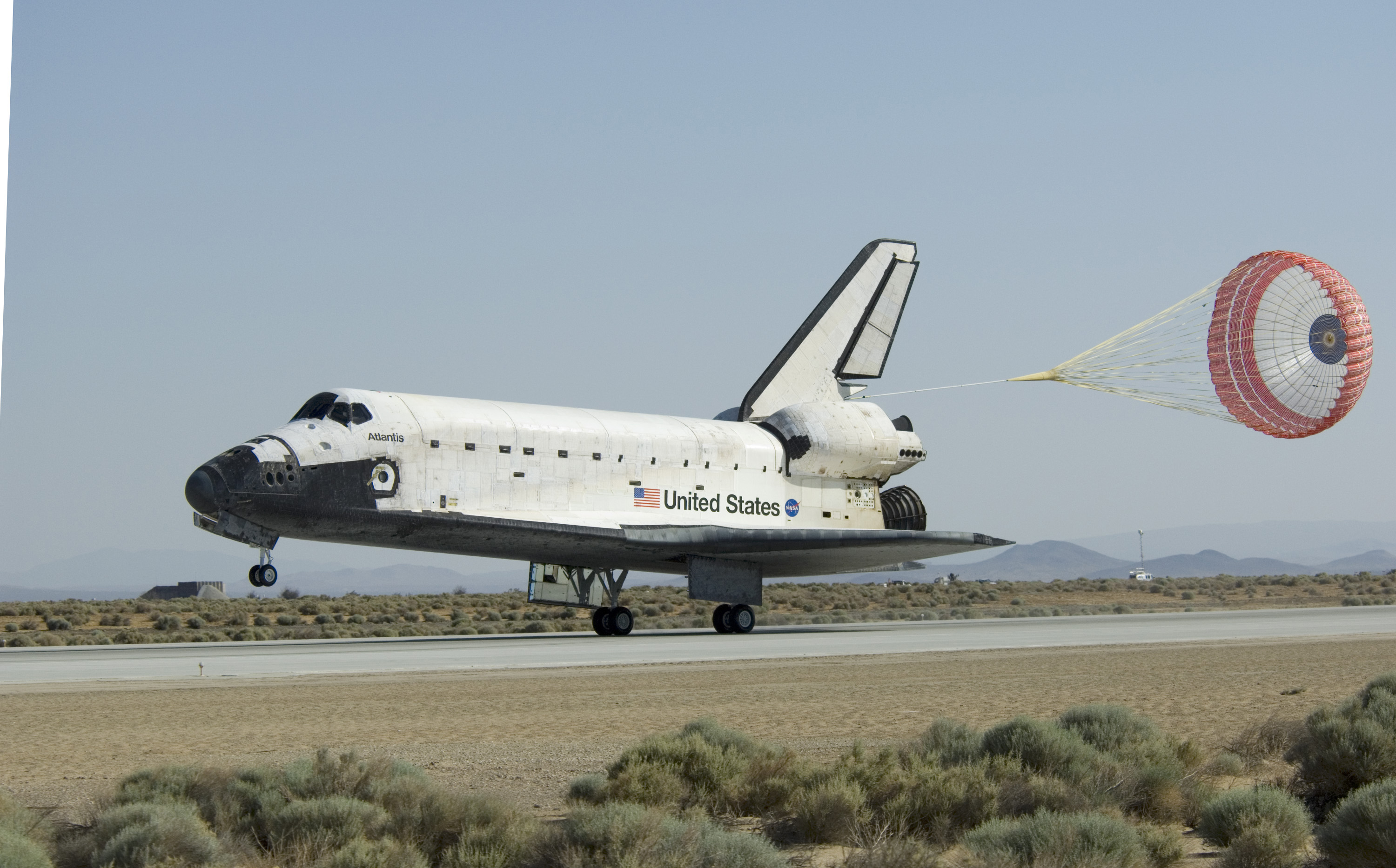
Космічний човник «Атлантіс» завершив місію STS-125, здійснивши посадку на авіабазі Едвардс.

Погода у Флориді залишається хмарної і дощової. У Каліфорнії безхмарно і стабільно. Прогноз на передбачуваний час приземлення на мисі Канаверал залишається несприятливим.
О 10 годині 20 хвилин був закритий вантажний відсік шатлу. О 11 годині 15 хвилин астронавти надягають злітно -посадочні скафандри.
О 12 годині 28 хвилин перша сьогоднішня спроба приземлення на мисі Канаверал скасована. Причина та ж — несприятливі погодні умови.
У 14 годин 2 хвилини приймається рішення приземляти «Атлантіс» в Каліфорнії на військово — повітряній базі Едвардс. Це 53-є приземлення шатла в Каліфорнії.
У 14 годин 24 хвилини двигуни «Атлантіса» включені на гальмування. Двигуни пропрацювали точно заданий час — 2 хвилини 36 секунд. У цей час «Атлантіс» перебував над південною Атлантикою, узбережжям західної Африки.
15 годин 39 хвилин шатл «Атлантіс» приземлився на злітно -посадковій смузі № 22 військово -повітряної бази Едвардс в Каліфорнії.
Тривалість польоту склала 12 діб 21 годину 37 хвилин.
Через 8-9 днів «Атлантіс» на спеціально обладнаному «Боїнгу-747» буде перевезений до космічний центр Кеннеді у Флориду.

## Підсумки
Всі поставлені перед місією завдання були виконані. Тільки одна пара нових гіроскопів стабілізації не була встановлена, замість нової пари була встановлена відремонтована пара. Всі інші нові прилади були встановлені в телескопі «Хаббл». Були також проведені всі заплановані ремонтні роботи. Не вдалося відновити працездатність тільки каналу високого дозволу у вдосконаленій оглядовій камері. Фахівці відзначають, що цей канал відповідальний за передачу менше 15 % даних. Після проведеного обслуговування, телескоп «Хаббл» повинен нормально функціонувати мінімум п'ять років, але, за найоптимістичнішими оцінками, телескоп зможе продовжувати свою роботу протягом десяти років.
Нова ширококутна камера 3, встановлена на телескопі «Хаббл», дозволяє проводити спостереження в ультрафіолетовому, інфрачервоному і видимому спектрах. За допомогою цієї камери досліджуються планети зоряних систем, і шукають найстаріші зоряні системи. Саме камера 3 була застосована у відкритті найвіддаленішого з відомих об'єктів у Всесвіті галактики GN-z11 у 2016 році.
Новий спектрограф космічного випромінювання дозволить проводити дослідження процесу синтезу хімічних елементів в зірках, у тому числі освіти вуглець а і інших елементів, пов'язаних з виникненням життя.

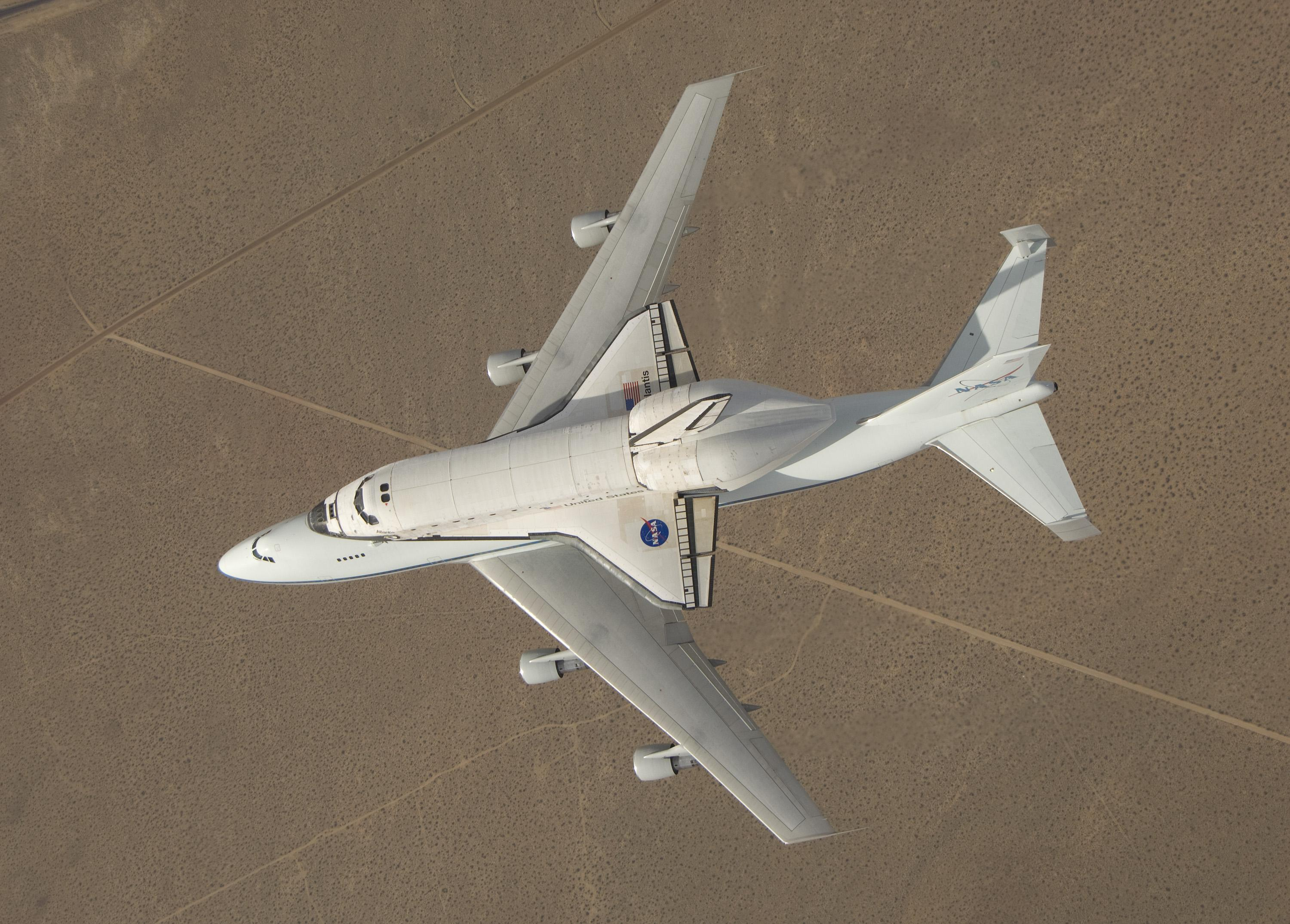
«Боїнг» із шатлом «Атлантіс» летять з Каліфорнії до Флориди.

2 червня 2009 шатл «Атлантіс» повернувся в Космічний центр Кеннеді. 24 травня «Атлантіс», після успішного виконання місії STS-125, приземлився на військово — повітряній базі Едвардс. «Атлантіс» був закріплений на спині спеціально обладнаного «Боїнга 747». 1 червня о 15 годині 6 хвилин за Гринвічем (8 годин 6 хвилин літнього часу тихоокеанського узбережжя США) «Боїнг» з шатлом на спині стартував у напрямку Флориди. Політ проходив на висоті близько 4,5 км. По шляху проходження «Боїнг» мав три проміжні посадки для дозаправки.
Перша проміжна посадка на військовому аеродромі Біггс (англ. Biggs Army Airfield) в Ель-Пасо на західному кордоні штату Техас. Тут «Боїнг» з шатлом приземлився в 17 годин 22 хвилин. В Ель — Пасо «Боїнг» залишався всю ніч.
2 червня в 12 годині 40 хвилин «Боїнг» з «Атлантісом» продовжили свій політ. Наступна проміжна посадка на військово-повітряній базі «Лекланд» (англ. Lackland Air Force Base) в районі міста Сан-Антоніо (штат Техас). У 14 годин 12 хвилин «Боїнг» прибув на базу «Лекланд». Після дозаправки, в 16 годин 40 хвилин, «Боїнг» продовжив політ. Наступна посадка на військово-повітряній базі «Коламбус» (англ. Columbus Air Force Base) в Міссісіпі.
У 18 годин 40 хвилин «Боїнг» прибув на базу «Коламбус». У 20 годин 40 хвилин «Боїнг» з шатлом «Атлантіс» продовжив політ і в 22 години 53 хвилини приземлився на злітно-посадковій смузі № 15 в Космічному центрі Кеннеді у Флориді.
Через двадцять діб, після старту 13 травня, шатл «Атлантіс» повернувся у вихідну точку. «Атлантіс» був знятий з «Боїнга» та перевезений в ангар, де була розпочата підготовка до наступної місії — STS-129, старт якої був призначений на 12 листопада 2009 року.
У ході місії знімався матеріал який ліг в основу фільму «Хаббл IMAX 3D».